# معركة غزة الثانية
دارت  معركة غزة الثانية، في جنوب فلسطين خلال الحرب العالمية الأولى، وهي المحاولة الثانية التي تنفذها القوات البريطانية لكسر الدفاعات العثمانية على طول الخط بين غزة وبئر السبع. كانت معركة غزة الأولى في 26 مارس 1917، فشلاً لقوات الحلفاء بعد قرار القائد الجنرال تشارلز دوبل، بسحب قواته عندما كان في وضع يمكنه من الانتصار. شجع الانتصار في المعركة الأولى العثمانيين على الثبات على خط غزة - بئر السبع، في الوقت الذي كانت بريطانيا تستعد لتجديد هجومها، أقوى من ذي قبل. كانت المعركة هزيمة أخرى كارثية للبريطانيين، وخاصة في صفوف قوات المشاة البريطانية، ومكلفة بالنسبة للحلفاء، وأسفرت عن إقالة قائد قوة التجريدة المصرية الجنرال أرشيبالد موراي الذي كان قد بدأ حملة سيناء وفلسطين منذ يناير 1916، واستبداله بالجنرال إدموند ألنبي، الذي استطاع إعادة تنظيم قواته، وانتصر على العثمانيين في معركة غزة الثالثة، كاسرًا خط بئر السبع - غزة الدفاعي، لتبدأ حملته على القدس.

## خلفية

### الوضع الاستراتيجي
تم التراجع عن قرار مجلس وزراء الحرب الصادر في 11 يناير لتقليص العمليات واسعة النطاق في فلسطين في المؤتمر الأنجلو-فرنسي في 26 فبراير، وكان مطلوباً من قوة الاستطلاع المصرية (قوة الاستطلاع المصرية) الآن الاستيلاء على معقل غزة كخطوة أولى نحو القدس.  كانت غزة واحدة من أقدم المدن في العالم، كونها واحدة من خمس دول مدن مذكورة في الكتاب المقدس كما يحكمها الفلسطينيون، وقد خاضت المعارك عدة مرات خلال تاريخها الممتد 4000 عام. كان المصريون والآشوريون قد هاجموا غزة، وتبعهم الإغريق عام 731 قبل الميلاد، وشن الإسكندر ثلاث هجمات وحصار غزة عام 332 قبل الميلاد. تم تدمير المدينة بالكامل في عام 96 قبل الميلاد وأعيد بناؤها قليلاً إلى الجنوب من الموقع الأصلي. استولى الخليفة عمر على غزة عام 635 م، وصلاح الدين عام 1187 م، ونابليون عام 1799.  في غزة كان هناك مستودع مهم للحبوب مع طاحونة بخارية ألمانية، تم زراعة الشعير والقمح والزيتون وكروم العنب وبساتين البرتقال والأخشاب للوقود بالإضافة إلى العديد من الماعز التي ترعى. تم تصدير الشعير إلى إنجلترا لتخمير البيرة الإنجليزية وفي عام 1912 استورد سكان غزة البالغ عددهم 40.000 جنيهًا إسترلينيًا 10.000 جنيه إسترليني من الغزل من مانشستر. تمت زراعة الذرة والدخن والفاصوليا والبطيخ، وجميعها تم حصادها في أوائل الخريف، في معظم هذه المناطق.   

حرب غزة الأولى. الموقف في حوالي الساعة 18:00 يوم 26 مارس (يظهر العثمانيون باللون الأخضر)

قاتلت جميع فرق عمود الصحراء المشاة والمرتفعة خلال حرب غزة الأولى، عندما شاركت الفرقة 53 (الويلزية) في الطابور بشكل كبير.  أكدت "حرب المواجهة" التي قامت بها الفرق الخيالة على السرعة والمفاجأة،  في وقت كانت فيه غزة بؤرة استيطانية محصنة من قبل انفصال قوي على جانب خط يمتد داخليًا من البحر الأبيض المتوسط. 
في حين أن فرقة أنزاك الخيالة في عمود الصحراء والفرقة الإمبراطورية المشكَّلة جزئيًا قد انتشرت بسرعة للحماية من التعزيزات العثمانية التي عززت الحامية العثمانية في غزة في 26 مارس، كانت الفرقة 53 (الويلزية) مدعومة بلواء من الفرقة 54 (شرق أنجليان). هاجمت التحصينات القوية جنوب البلدة.    في فترة ما بعد الظهر، بعد تعزيزها من قبل فرقة أنزاك الخيالة، سرعان ما بدأ هجوم جميع الأسلحة ينجح. مع القبض على معظم الأهداف، أوقف الليل الهجوم وأمر بالانسحاب قبل أن يكون القادة على دراية كاملة بالنصر.    انتهت الحرب الأولى في كارثة، وفقًا لبوغسلي عندما علمت فرقة أنزاك الخيالة "أنهم ينتصرون، ورأوا الانتصار ينتزع منهم بأمر الانسحاب".  تزامنت هذه الهزيمة مع انخفاض الروح المعنوية العامة في الإمبراطورية البريطانية مما يعكس استمرار فشل الحلفاء على الجبهة الغربية. أبلغ الجنرال أرشيبالد موراي قائد القوات الأوروبية للهزيمة في غزة إلى مكتب الحرب بعبارات مفرطة في التفاؤل لدرجة أن سمعته، نتيجة لذلك، اعتمدت على نصر حاسم في المحاولة الثانية.  كما أشار قائد القوة الشرقية، اللفتنانت جنرال تشارلز دوبيل، إلى انتصار كبير وأمر موراي بالمضي قدمًا والاستيلاء على القدس. لم يكن البريطانيون في وضع يسمح لهم بمهاجمة القدس لأنهم لم يخترقوا الدفاعات العثمانية في غزة.   ومع ذلك، وصف المؤرخ الرسمي الأسترالي حرب غزة الأولى بشكل مختلف تمامًا. "الاشتباك في حد ذاته كان بمثابة ضربة قاسية للجيش البريطاني، لأنه أثر على القوات على الجانبين بدرجة لا تتناسب مع الخسائر التي تكبدها، أو على الانتصار السلبي الذي حققه الأتراك. لم يكن هناك جندي واحد في المشاة البريطانية، أو جندي في كتائب الخيالة، الذي لم يعتقد أن الفشل كان بسبب خطأ الموظفين وليس بسبب شيء آخر. " 
وشملت الاستعدادات للهجوم الثاني تمديد خط السكة الحديد إلى دير البلح، مقر القوة الشرقية، لتمكين "كل القوات المتاحة" من الانتشار للحرب.  تم بناء خزانات مياه لـ 76000 جالون في وادي الغوزي، كما تم إنشاء مستودعات الذخيرة والإمدادات في مكان قريب.  كان الطقس "باردًا بدرجة معقولة" وكانت صحة القوات "جيدة". كانت المعنويات قد "تعافت من خيبة الأمل في الحرب الأولى، والتي كان النصر فيها بعيدًا عنهم".  حتى 4 أبريل، كانت القوة الشرقية مسؤولة عن القطاع الجنوبي لقوات دفاع قناة السويس، 150 ميل (240 كـم). تم نقل هذا الواجب إلى قوة المشاة المصرية، مما أدى إلى تخفيف عبء دوبيل.  

### إعادة تنظيم عمود الصحراء
بين المعارك الأولى والثانية في غزة، أعيد تنظيم عمود الصحراء، بقيادة الفريق فيليب شيتود، إلى قوة حصرية تتكون من فرقة أنزاك الخيالة بقيادة اللواء هنري شوفيل وفرقة الخيالة الإمبراطورية بقيادة اللواء هنري هودجسون، كل منهما بأربعة ألوية. كان عمود الصحراء يغطي الجناح الأيمن للمشاة ويهاجم القوات العثمانية على طول طريق غزة إلى بئر السبع حتى حريرة.   تم إصدار أوامر للواءين الأول والرابع من الخيول الخفيفة للانضمام إلى فرقهم،   لتشكيل أربعة ألوية، في كل منها. تتألف فرقة أنزاك الخيالة من الخيول الخفيفة الأولى والثانية والبندقية النيوزيلندية واللواء الثاني والعشرون. تتألف فرقة الخيالة الإمبراطورية من الخيول الخفيفة الثالثة والرابعة التي تم إصلاحها مؤخرًا مع اللواءين الخامس والسادس.  وصل اللواء الرابع من الخيول الخفيفة إلى خان يونس في 11 أبريل وبعد إلقاء الأمتعة كان يستعد للمضي قدمًا في 14 أبريل، حاملاً مقياسًا متنقلًا خفيفًا مكونًا من ستة حقائب طوارئ لكل سرب، وحصص لمدة ثلاثة أيام، و 12 رطل (5,400 غ) الحبوب على كل حصان. 

### عمليات الاستطلاع
في 1 أبريل، تم تنفيذ مهمة استطلاعية شرق وادي غزّة بين وادي الشريعة والبحر من قبل كتيبة واحدة من فرق 52 (الأراضي المنخفضة)، 53 (ويلز)، 54 (شرق أنجليا). في اليوم التالي تقدم 1000 جندي من المشاة العثمانيين إلى الضفة اليمنى لوادي الغزّة.  وقام الجانبان بتسيير دوريات نهارية وليلية. قاد الكشافة العاشرة من فوج الخيول الخفيفة استطلاعًا بواسطة اللواء الثالث للخيول الخفيفة شرق وادي الغز، عندما كانت المدفعية العثمانية نشطة للغاية خلال مناوشات مع دورية من سلاح الفرسان العثماني، على بعد أميال قليلة من خط الجبهة قوة الاستطلاع المصرية. 
جوزيف دبليو ماكفرسون، ضابط في فيلق نقل الهجن المصري، تمت دعوته من قبل اثنين من رفاق المهندس الملكي لمرافقتهم في استطلاع خلال ظهر يوم الجمعة العظيمة، 6 أبريل 1917. كتب بعد ذلك، "لقد رأينا أحزابًا من الأتراك ورسموا خنادق جديدة قاموا بإنشائها، وتم قنصهم بالمصادفة، واضطررنا إلى السفر لمسافة طويلة على بطوننا". 

### حرب جوية
تم قصف رافا مرتين في 12 أبريل من قبل ثلاث طائرات ألمانية، وبعد ذلك قصفت 17 طائرة من أسراب قوة الاستطلاع المصرية المشتركة المواقع العثمانية على طول خط بئر السبع، مما أسقط 1000 رطل من القنابل في كل من هوج والبير. وأعقبت الغارات الانتقامية تتابعًا سريعًا قبل منتصف النهار واستمرت خلال الأيام الثلاثة اللاحقة، مصحوبة بتزايد نيران المدفعية الثقيلة من الجانبين.  

## المقدمة

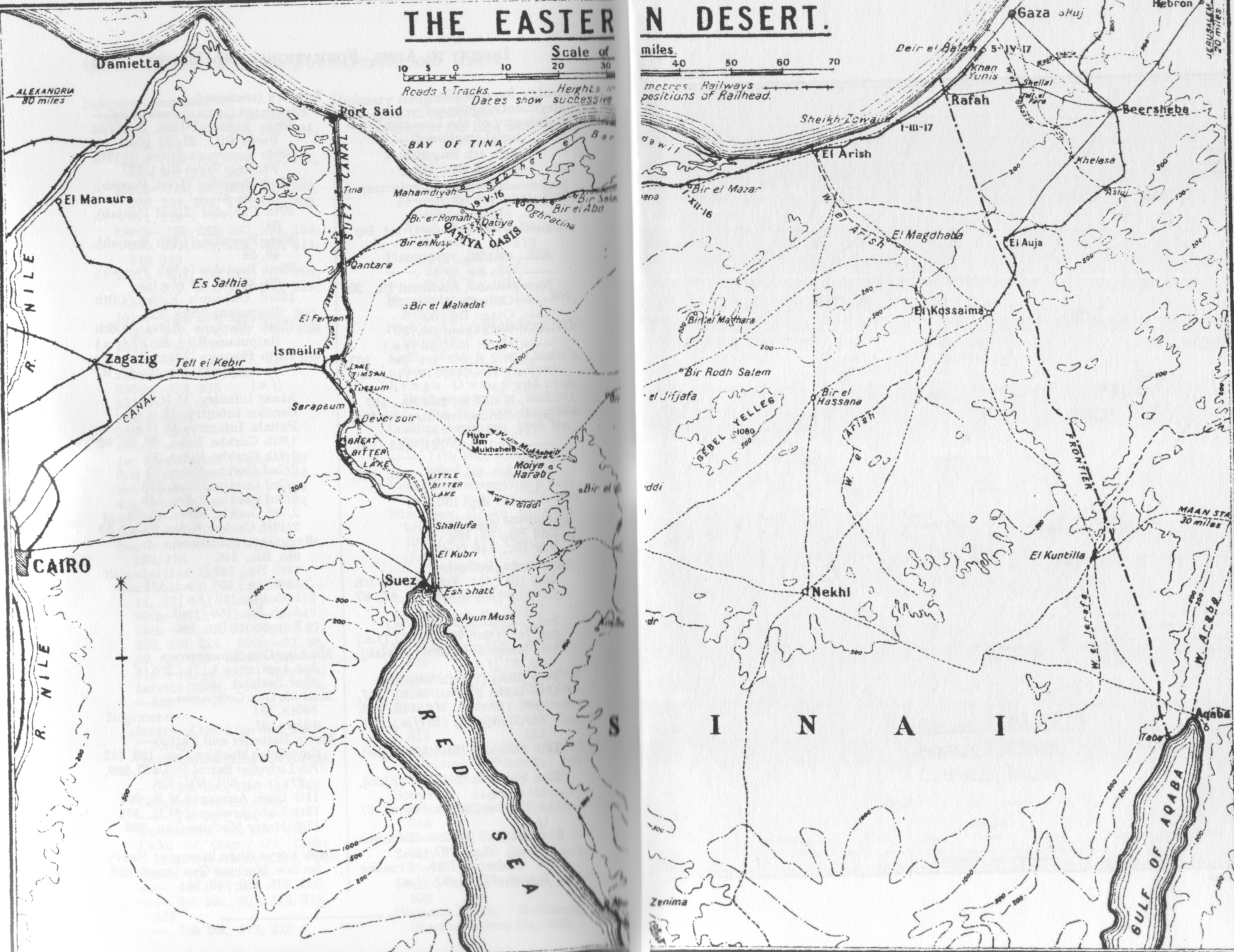
الصحراء الشرقية (المعروفة أيضاً بالنقب)

### الدفاع عن القوات
خلال الأسابيع الثلاثة بين أول حربين على غزة، تطورت المدينة سريعًا لتصبح أقوى نقطة في سلسلة من المواقع الراسخة بقوة تمتد إلى الحريرة 12 ميل (19 كـم) شرقي غزة  وجنوب شرقي باتجاه بئر السبع.  لقد زادوا من عرض وعمق خطوطهم الأمامية،  وقاموا بتطوير مواقع دعم متبادل على أرض دفاعية مثالية.  أدى بناء هذه الدفاعات إلى تغيير طبيعة الهجوم إلى هجوم أمامي للمشاة عبر أرض مفتوحة، مع قيام القوات المركزة بدور داعم. 
دافعت القوة العثمانية عن 10–12 ميل (16–19 كـم) من الدفاعات المحصنة والمدعومة بمدافع مخفية ومحددة الرؤية.  بدأت المواقع التي تحتلها القوة التي يقودها كريس فون كريسنشتاين على الجانب الأيمن منها على ساحل البحر الأبيض المتوسط، والذي كان راسخًا بقوة. بعد ذلك، سيطرت الخنادق السلكية على غزة والبلد الواقعة إلى الشرق من المدينة على أرض مرتفعة، بينما كان الخط باتجاه بئر السبع أقل تحصينًا.  أكدت المواقف المعدة جيدًا للقوات الألمانية والعثمانية على "مزايا الدفاع حسب المناطق مقارنة بالدفاع الخطي، على الأقل نهارًا وفي طقس صافٍ".  وقد وفرت الحواجز الجيدة التي تغطي فجوات واسعة الدعم المتبادل وسهلت وجود قوة احتياطية كبيرة خارج منطقة الخطر، والتي كانت متاحة للاستفادة من فرص الهجوم المضاد.  دعمت الدفاعات في العطاوينه، والسجق ريدج، والحريرة، وتياحة بعضها البعض لأنها كانت تطل على سهل شبه منبسط، مما يجعل أي هجوم ضدها شبه مستحيل. 
بعد الحرب الأولى، عززت الدفاعات فوجان إضافيان من الفرقة 53 وأربع بطاريات مدفعية وبعض سلاح الفرسان.  القوة المدافعة عن مدينة غزة والساحل الغربي تكونت من:
فرقة المشاة الثالثة
31 فوج المشاة (كتيبتان بما في ذلك رشاشات)
فوج المشاة 32 (كتيبتان بما في ذلك رشاشات)
شركتان للرشاشات
أربع بطاريات مدفعية ميدانية
بطاريات هاوتزر الجبلية النمساوية
واحد 15-سنتيمتر (5.9 بوصة) بطارية هاوتزر
فوج واحد من فرقة المشاة السادسة عشرة
مجموعة تيلر، ما مجموعه سبع كتائب مشاة
فوج المشاة 79
الكتيبة الثانية، فوج المشاة 81
125 مشاة فوج
سرب واحد من سلاح الفرسان
شركة واحدة من الجمال
12 مدفع هاوتزر جبلي ثقيل في بطاريتين نمساويتين هاوتزر
بندقيتان طويلتان في بطارية ألمانية مقاس 10 سم من باشا الأول
بطاريتا مدفعية ميدانية عثمانية.
في الحريرة
فوج واحد من فرقة المشاة السادسة عشرة
في تل عشريا (مقر القوة)
فرقة المشاة 16 وفوج واحد إما من فوج المشاة 47 أو فوج المشاة 48
1500 سيف لفرقة الفرسان الثالثة   
في خ سيحان
الشعبة 53 
كتيبتان من الفوج 79 (فرقة المشاة 16)
أربع بطاريات
بعض سلاح الفرسان
في بئر السبع
كتيبتان من الفوج 79 (فرقة المشاة 16)
بطارية مدفعية واحدة 
تم دعمهم من قبل فرقتي المشاة السابعة والرابعة والخمسين من الفيلق XX و 3000 تعزيزات من فرقتي المشاة 23 و 24 من الفيلق الثاني عشر. 
قدر البريطانيون 21000 مدافع عثماني في غزة وتل عشريا، 4500 في خ. سيحان، مع 2000 آخرين في العتاوينه.  وتشمل التقديرات البريطانية الأخرى 25000 جندي ألماني وعثماني في المنطقة، مع 8500 في غزة، و 4500 شرق غزة، و 2000 في معقل العطاوين، و 6000 في الحريرة وتل الشريعة في منتصف الطريق بين غزة وبئر السبع.   يشير المؤرخ البريطاني الرسمي إلى وجود "18000 بندقية في الجبهة" خلال هذه الحرب الثانية، بما في ذلك مفرزة بئر السبع.  وبلغت الحصص التموينية للقوة المدافعة 48845 شخصاً منهم 18185 مسلحاً بالبنادق و 86 مسلحاً بالرشاشات. على الرغم من أن لديهم ما مجموعه 101 قطعة مدفعية، إلا أن 68 بندقية فقط كانت تعمل خلال الحرب، 12 منها كانت أكبر من عيار مدفع الميدان.   اعتقد مكتب الحرب أنه يمكن أن يكون هناك 30 ألف جندي عثماني في جنوب فلسطين مع خط غزة - بئر السبع، ويدافع عنهم حوالي 18000 رجل. 
في 10 أبريل، فهم دوبيل أن غزة كانت تدافع عنها ثلاثة أفواج، مع فوجين شرقي البلدة، وفوجان في الحريرة، وواحد في تل عشيرة وبالقرب من الحج، مع إمكانية الحصول على دعم متبادل. قبل الهجوم بقليل، كان مفهوماً أن قوة عثمانية قوامها 21000 سيطرت على الأرض بين تل شريا وغزة، بما في ذلك 8500 في غزة و 4000 في خ البير و 2000 في العطاوين.  في 15 أبريل 1917، قُدرت القوات العثمانية بنحو 1500 إلى 2000 سلاح فرسان، و 60 إلى 70 بندقية، ومن 20 إلى 25000 مشاة يمسكون بخط الشريعة والحريرة إلى غزة مع احتياطي صغير بالقرب من عقرة. 

### القوات المهاجمة
أمر موراي دوبيل بمهاجمة غزة بثلاث فرق مشاة.  كانت هذه هي الفرقة 52 (الأراضي المنخفضة) بقيادة اللواء ويب سميث، وفرقة المشاة 53 (الويلزية) بقيادة العميد ستانلي موت (ليحل محل اللواء أليستر دالاس الذي استقال بسبب سوء الحالة الصحية بعد الحرب الأولى)، و 54 ( شرق أنجليان) شعبة بقيادة اللواء إس دبليو هير.  لم تشارك الفرقة 52 (الأراضي المنخفضة) في القتال منذ حرب الروما قبل ثمانية أشهر، في حين أن الفرقة 53 (الويلزية) وبدرجة أقل، الفرقة 54 (شرق أنجليان) شاركت في الحرب الأولى.    كان هذان القسمان على وشك الوصول إلى مستويات التأسيس قبل الحرب، لكنهما كانا الآن في المتوسط حوالي 1500 دون المستوى المؤسسي.  عانى ما يقرب من 4000 ضحية خلال الحرب الأولى، "بالكامل تقريبًا من قبل الفرقة 53"، على الرغم من أن اللواء 161 (الفرقة 54) عانى أيضًا من "خسائر فادحة بشكل خاص"، وظل في احتياطي الفرقة خلال الحرب الثانية. ولا يعرف ما هي التعزيزات التي تلقتها الفرقة 53 (الويلزية) في الفترة ما بين الحربين.  وقد اكتملت الآن الفرقة 74 (يومانري)، التي تم تشكيلها على عجل من 18 فوج عماني مفصول، باستثناء المدفعية وسرية ميدانية واحدة. وصلت الشعبة وفي 7 أبريل استولت على خط البؤرة الاستيطانية على طول وادي غوزي من الفرقة 54 (شرق أنجليان).   سيتم دعم المشاة من قبل فرقتين مركبتين في عمود الصحراء، يتألف كل منهما من أربعة ألوية. 

#### المدفعية والدروع
كان لدى القوة الشرقية 170 بندقية، 16 منها كانت من عيار متوسط أو أكبر.  مع وصول السكة الحديد إلى دير البلح في 5 أبريل،  تم نقل المزيد من المدفعية المتوسطة إلى الأمام.  وشمل ذلك جميع البنادق الـ 12 من 60 مدقة، وبطارية الحصار 201 من مدفعتي هاوتزر مقاس 8 بوصات و 6 بوصات والألوية الثالثة من المدفعية الميدانية لفرقة 53 (ويلز) و 54 (شرق أنجليان)، وتمثل فقط استقبلت مدفعية إضافية بين المعارك الأولى والثانية.  بحلول 18 أبريل، تم تسجيل جميع المدافع الثقيلة على أهدافها بواسطة طائرات المدفعية التي تحلق لأعلى ولأسفل الخط، مما يشير إلى كل وميض. 
كانت الدبابات التي وصلت فلسطين في كانون الثاني (يناير) 1917 مستخدمة للتعليمات ولم تكن من أحدث أنواع الدبابات، لكنها أثبتت نفسها خلال هجوم تجريبي في الظروف الرملية. "على الرغم من ثقلها إلى حد ما، إلا أنها لم تتدخل فيها على الأقل. لقد طاروا على طول الطريق بشكل مرضٍ للغاية. "  لقد عملوا جيدًا في الرمل طالما لم يتم تشحيم الدواسات، وهي ممارسة عادية.  كانت الدبابة طفل الحرب تعمل بمحرك بقوة 105 حصان. كانت تحتوي على مسدس، وثقوب حلقية، ومناظير، ودينامو، ومفرق، وكانت مسلحة بأربع مدافع رشاشة من نوع هوتشكيس وبندقيتين مساعدتين. كان يقود هذه الدبابة ضابط يجلس بجانب السائق، وأربعة مدفعي على مقاعد الدراجة واثنان من الشحوم. 
كان من المقرر نشر الدبابات على طول الجبهة والتقدم عبر البلاد المفتوحة حيث يمكنهم توفير المأوى للمشاة الذين يتبعونهم من خلفهم. ومع ذلك، عندما أصبحت الدبابات أهدافًا، عانى المشاة أيضًا، ونجحت دبابتان فقط في الوصول إلى أهدافهما.   تلقى قوة الاستطلاع المصرية إمدادات من 4000 طلقة من قذائف 4.5 بوصة من الغاز. كانت هذه أول قذائف غاز تستخدم في حملة فلسطين. 

#### دعم جوي
كان هناك ما مجموعه 25 طائرة متاحة في الجناح الخامس، بما في ذلك 17 طائرة من طراز BE2s وثماني طائرات مارتينسيديس والتي، على الرغم من كونها أفضل المقاتلات المتاحة، تميل إلى ارتفاع درجة حرارتها.  في هذا الوقت، كان مقر الجناح الخامس، المقر الرئيسي للسرب رقم 14 جنبًا إلى جنب مع رحلته "A" والسرب رقم 67 AFC، متمركزين في رافا. تقع مقرات الطيران رقم 14 والمقر المتقدم للسرب رقم 14 في دير البلح، بينما كانت حديقة الطائرات "X" عبر قناة السويس في العباسية، مع حديقة الطائرات المتقدمة على القناة في القنطرة. 
خلال الأيام الثلاثة للحرب الثانية، نفذت طائرات المدفعية قوة الاستطلاع المصرية 38 مهمة واشتبكت مع 63 هدفًا. عثروا على 27 بطارية، على الرغم من الصعوبات في تحديد الأهداف من خلال الضباب والغبار الناجم عن القصف، وتعرضهم للهجوم من قبل الطائرات المعادية. ومع ذلك، تم تسجيل 128 إصابة مباشرة بالمدفعية وتدمير ثلاث بنادق، فيما تسببت المدفعية الألمانية والعثمانية في مقتل ثلاثة طيارين وفقدان طائرتين.  

#### الدعم الطبي
بقيت جميع جمال سيارات الإسعاف الميدانية في دير البلح أثناء القتال باستثناء نسبة صغيرة تقدمت إلى الأمام، لكن رجال الإسعاف والمواصلات ظلوا في دير البلح أثناء القتال. نظرًا لأن الهجمات كانت في جميع أنحاء البلاد المفتوحة دون أي غطاء، كان لا بد من جمع العديد من الضحايا على مرأى ومسمع من العدو. تم تنفيذ عمليات الإجلاء من عمود الصحراء بواسطة 36 عربة إسعاف من طراز Ford، ستة من كل قسم، مع قافلة من 24 تعمل بين محطات استقبال الأقسام في تل الجنيمي والمحطة البريطانية 53 لتخليص الإصابات في دير البلح. ثم تم نقلهم إلى المستشفى الأسترالي الثابت رقم 2 في العريش على سكة الحديد قبل مواصلة رحلتهم عائدين إلى القنطرة. 

#### خطة دوبيل
ناقش دوبيل وموراي مزايا هجوم الجناح على غزة من الشرق، بدلاً من الهجوم الأمامي. ومع ذلك، فإن نقص المياه في المنطقة باتجاه بئر السبع جعلها تتجاوز موارد المنطقة الاقتصادية الأوروبية في أبريل 1917.  لذلك خطط دوبيل لهجوم أمامي مباشر على الدفاعات العثمانية المعدة جيدًا.  سيوظف كل قوته المتاحة "لسحق" المواقع الرئيسية التي تدافع عن غزة، بينما يتقدم عمود الصحراء على الجهة اليمنى استعدادًا للمطاردة.  
سيتم الاعتداء على مرحلتين. أولاً، ستهاجم الفرقة 52 (الأراضي المنخفضة) والفرقة 54 (الأنجليكانية الشرقية) الشيخ عباس وتقبض عليه وتحقق تقدمًا عامًا يبلغ 2–3 ميل (3.2–4.8 كـم) خلف وادي الغزّي، لوضع المشاة في موقع يؤهلهم لشن هجوم رئيسي على غزة.   هذان الفريقان، مع الفرقة 74 (يومانري) في الاحتياط، سوف يتقدمان شرق السير ريدج مع الفرقة 53 (الويلزية)، متقدمين بين طريق رافا إلى غزة وساحل البحر الأبيض المتوسط. قاموا بعد ذلك بتحصين وتوصيل خطهم الأمامي الجديد، الممتد من تل العجول على شاطئ البحر الأبيض المتوسط إلى وفاق السير ريدج، على طول مانوسرا ريدج إلى الشيخ عباس، حيث سيعزز لواء المشاة الدفاعات. وكان من المقرر أن يتم تغطية هذا الهجوم بعمود الصحراء، حيث يعمل شرقا وجنوبي شرقي لإيقاف التعزيزات القادمة من حريرة وتل عشريا من تعزيزات غزة.  
ثانيًا، بمجرد اكتمال الاستعدادات والسماح ليوم واحد صافٍ على الأقل بين المرحلتين، كان من المفترض أن الهجوم الرئيسي على غزة من الجنوب والجنوب الغربي والجنوب الشرقي.   سيشكل القسم 74 (يومانري) المحمية،  بينما كان الجناح الأيمن محميًا بواسطة عمود الصحراء. كان العمود هو "حماية حق المشاة من تقدم العدو في وبعد التحصينات عند العطاوينه والحريرة على طريق غزة إلى بئر السبع".  كما تلقوا أوامر باستغلال اختراق المشاة ومهاجمة حريرة في أقصى اليمين، وحملوا حصصًا غذائية لليوم التالي مع حصة حديدية.   
وفقًا لفولز، أشار "بعض القادة المرؤوسين" إلى أن هجوم المشاة المركز في العمق على الجانب الساحلي من غزة، "يوفر فرصًا أكثر ملاءمة" لهجوم المشاة.  اعتبر بعض قادة فرق المشاة أن المدفعية غير كافية لعرض الهجوم المقترح. لقد اعتقدوا أن هجومًا أكثر تركيزًا من شأنه أن يستفيد بشكل أفضل من المدفعية المتاحة. راقب شيتود وشوفيل، "الجنرالات الأكثر خبرة في القوة"، توسع الدفاعات العثمانية في غزة "ببعض الإنذار". لقد رأوا قوة وتصميم المدافعين العثمانيين في مواقع راسخة في حرب مغضبة وحرب رافا. 
بعد تلقي معلومات جديدة بشأن عمليات الانتشار العثمانية في 10 أبريل، قام دوبيل بتعديل خطته لتضمين نهجًا أكثر مرونة. في حين أن المرحلة الأولى ستبقى دون تغيير، خلال المرحلة الثانية من الحرب قد يهاجم مباشرة عن طريق تأرجح خطه قليلاً شمال شرق، مع فرقة واحدة فقط تهاجم غزة لخلق فجوة لعمود الصحراء، اعتمادًا على ما إذا كانت دفاعات العطاوين المعادية قد تم تعزيزها بواسطة وحدات من مفرزة الحريرة. أو قد يرسل معظم قوته إلى الجانب الساحلي من غزة لشن هجوم هناك. 

## الحرب

### التحرك الأولي: 16 أبريل
بحلول 16 أبريل، نقل موراي سيارته GHQ قوة الاستطلاع المصرية المتقدمة في قطار سكة حديد، من العريش إلى خان يونس، وكان على اتصال هاتفي بمقر القوة الشرقية لدوبيل القتالي في دير البلح، 5 ميل (8.0 كـم) جنوب وادي الغوزي. في هذه الأثناء، نقل شيتود مقره الرئيسي في عمود الصحراء من قرب في سيرات إلى تل الجمي.  
بعد الساعة 19:00 بقليل، سارت فرق المشاة نحو معابر وادي الغزّي،  بينما غادرت فرقة أنزاك الخيالة دير البلح في الساعة 18:30 مع قيادة لواء الخيالة النيوزيلندي المسيرة الليلية. في الساعة 04:30 يوم 17 أبريل، قاد فوج بنادق كانتربري الخيالة الطريق عبر وادي غوزي في شلال فورد، تلاه ما تبقى من فرقة أنزاك الخيالة.  أغلقت فرقة الخيالة الإمبراطورية مقرها في دير البلح وأعيد فتحها في تل الجمي. في الساعة 15:45، غادر اللواء الثالث للخيول الخفيفة جوز الطائر ليأخذ خطًا استيطانيًا في جيمي، بينما كان اللواء الخفيف الرابع واللواء الخامس والسادس في منطقة إقامة مؤقتة بحلول الساعة 22:00. تحرك اللواء الخامس الخيالة في الساعة 01:30 يوم 17 أبريل بأوامر للاستيلاء على خ إرك. 

### الاعتداء الأولي: 17 و 18 أبريل

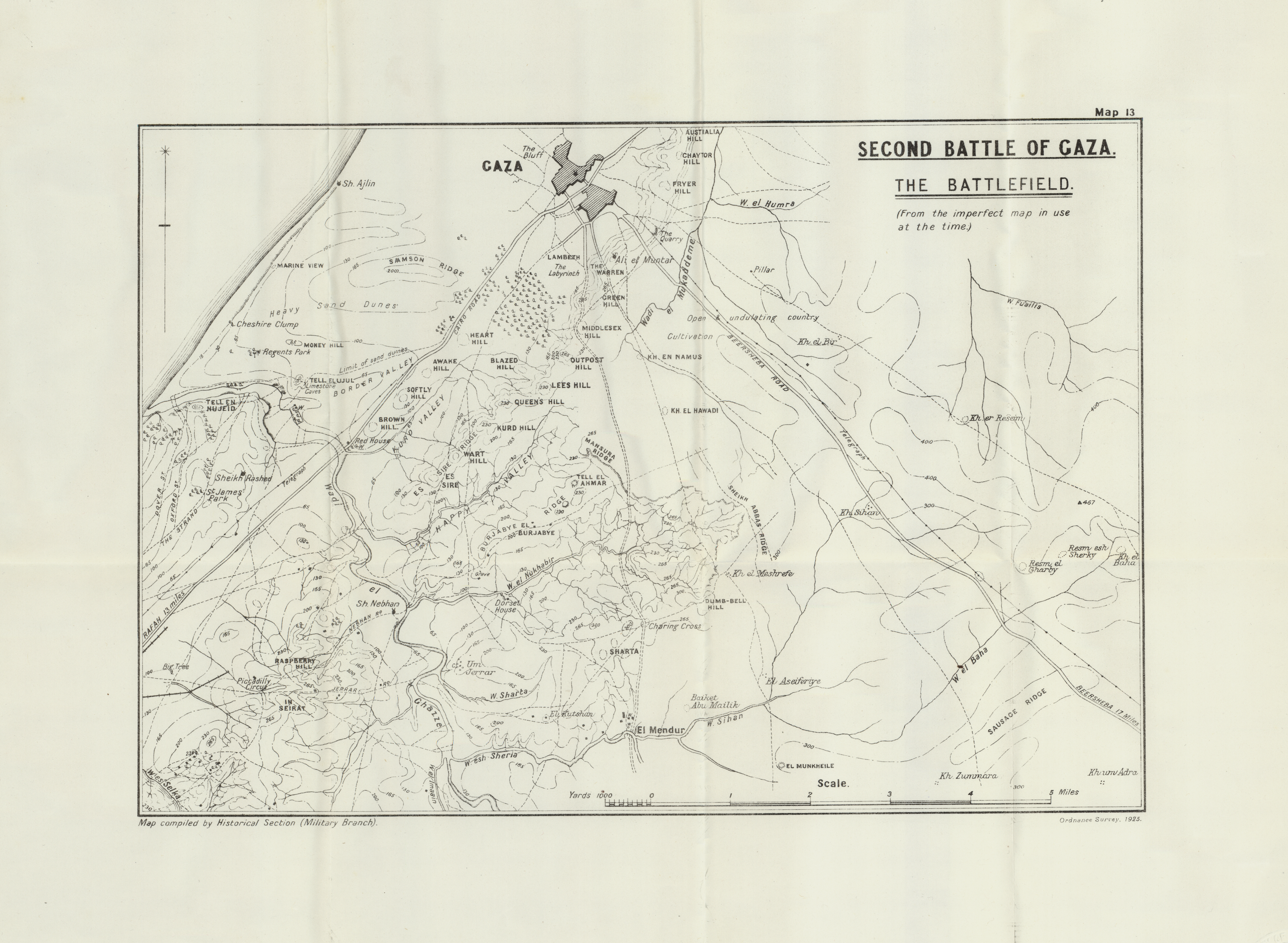
ساحة الحرب

بدأت حرب غزة الثانية في 17 أبريل 1917 واستمرت ثلاثة أيام.  كانت الفرقة 52 (الأراضي المنخفضة) و 54 (شرق أنجليان)، التي كانت تعمل كـ "هجوم شرقي" بقيادة ويب سميث، من الاستيلاء على خط من الشيخ عباس، عبر المنصورة إلى تل الكرد على سلسلة جبال السير بأسرع ما يمكن، وترسيخها وظائف جديدة. تم نشر هاتين الفرقتين للهجوم، الفرقة 54 (شرق أنجليان) على اليمين والفرقة 52 (الأراضي المنخفضة) على اليسار، بينما تقدمت الفرقة 53 (الويلزية) عبر وادي الغوزي، غرب طريق رافا - غزة. إلى تل العجول، لإنشاء خط استيطاني في الكثبان الرملية يغطي الجناح الأيسر لفرقة 52 (الأراضي المنخفضة)، مع الاحتفاظ بالفرقة 74 (يومانري).  

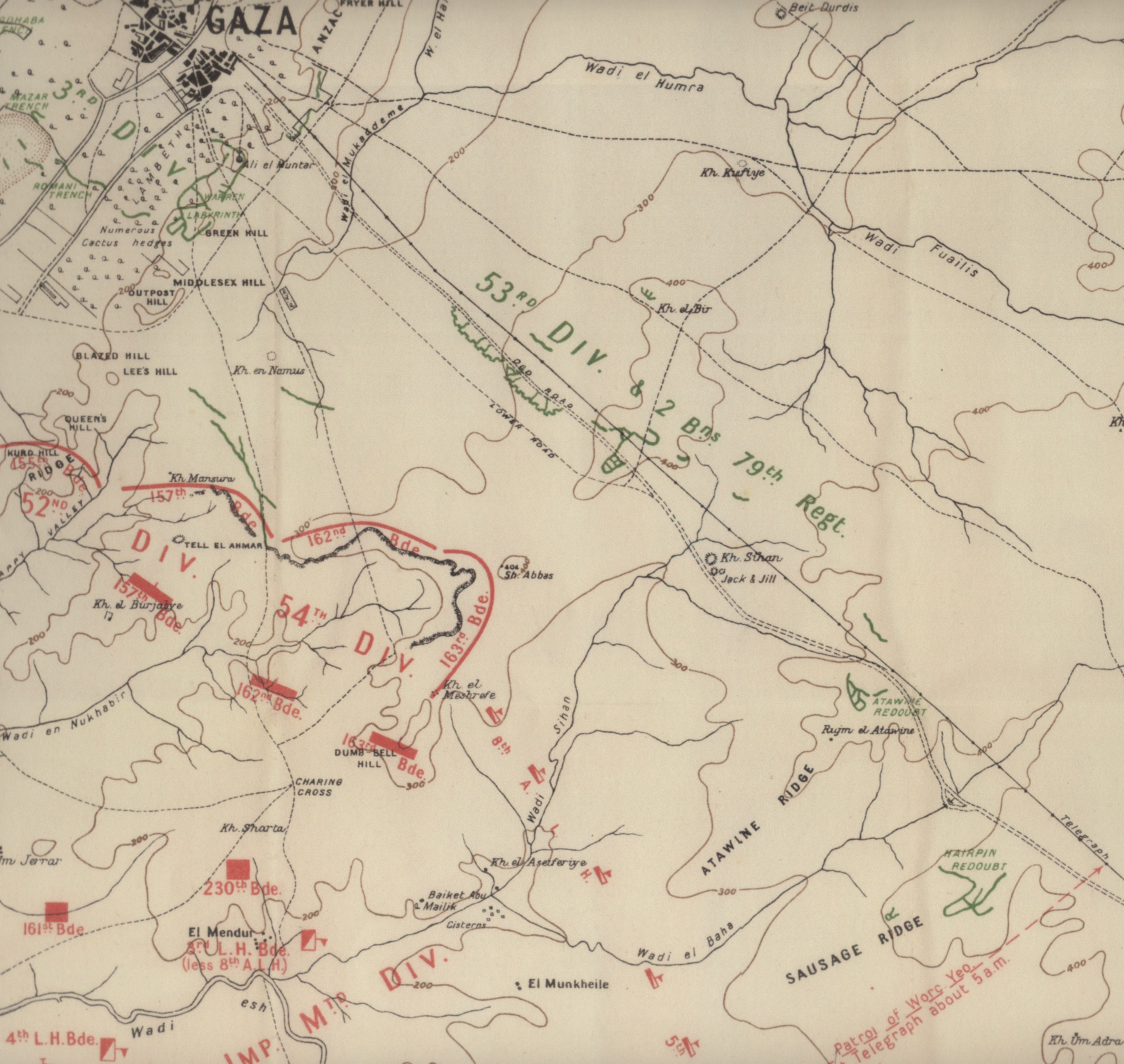
العمليات المركزية في 17 أبريل 1917

بدأت دبابتان ملحقة باللواء 163 (نورفولك وسوفولك)، الفرقة 54 (شرق أنجليان)، تقدمهما من تل دمبل بيل في الساعة 04:30، لكن الدبابة الرائدة توقفت عن العمل بعد إصابتها بثلاث قذائف. نجح الهجوم على الشيخ عباس بحلول الساعة السابعة صباحاً عندما تم احتلال المنطقة وبدأ العمل في تحصين وترسيخ الموقع.   كان التقدم من قبل الفرقة 52 (الأراضي المنخفضة) أكثر معارضة بشدة ولكن بعد أن استولى اللواء 157 (مشاة المرتفعات الخفيفة) على الموقع العثماني في البرجابي، تمكنوا من احتلال جسر المنصورة. هنا توقف تقدمهم عندما تم استهدافهم بنيران المدفعية العثمانية من علي المنطار. على الرغم من ذلك، تم توحيد الموقف الذي تم الاستيلاء عليه.  خلال النهار، تم إنشاء خط محصن من الشيخ علين إلى الشيخ عباس على بعد حوالي 3 ميل (4.8 كـم) من غزة.  مع الاستيلاء على جسر المنصورة، خط من هناك إلى البحر، حوالي 2 ميل (3.2 كـم) من وادي الغوزة. 

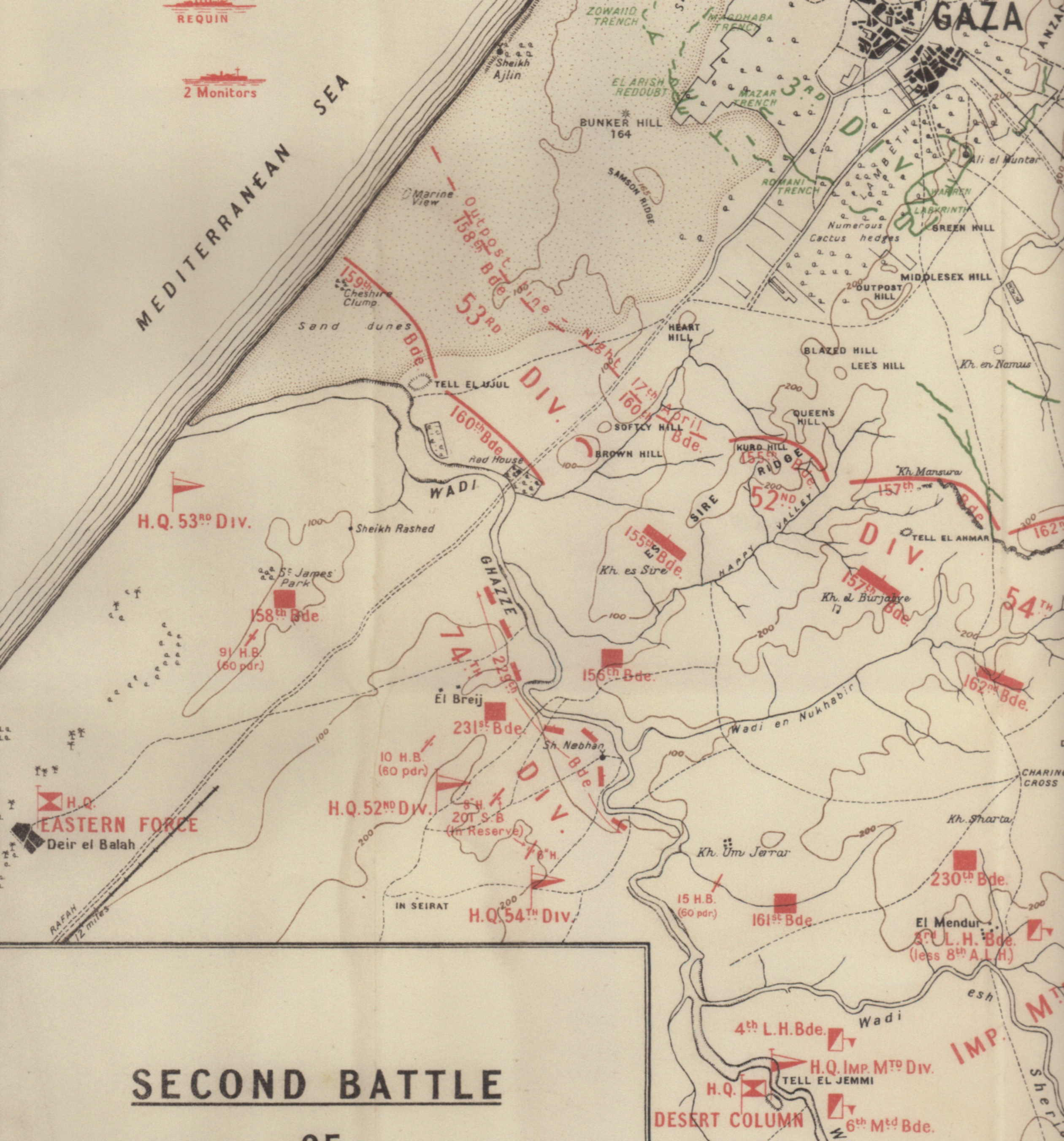
العمليات الغربية في 17 أبريل 1917

في وضح النهار، تحركت الدبابات حول سلسلة جبال المنصورة لتدمير أي مواقع عثمانية متبقية،  ولكن التضاريس كانت غير مناسبة وأوقفتهم المدفعية العثمانية.  تكبد الهجوم الشرقي 300 ضحية، لكن جميع الأهداف التي استولوا عليها لم تدافع عنها سوى البؤر الاستيطانية العثمانية. 

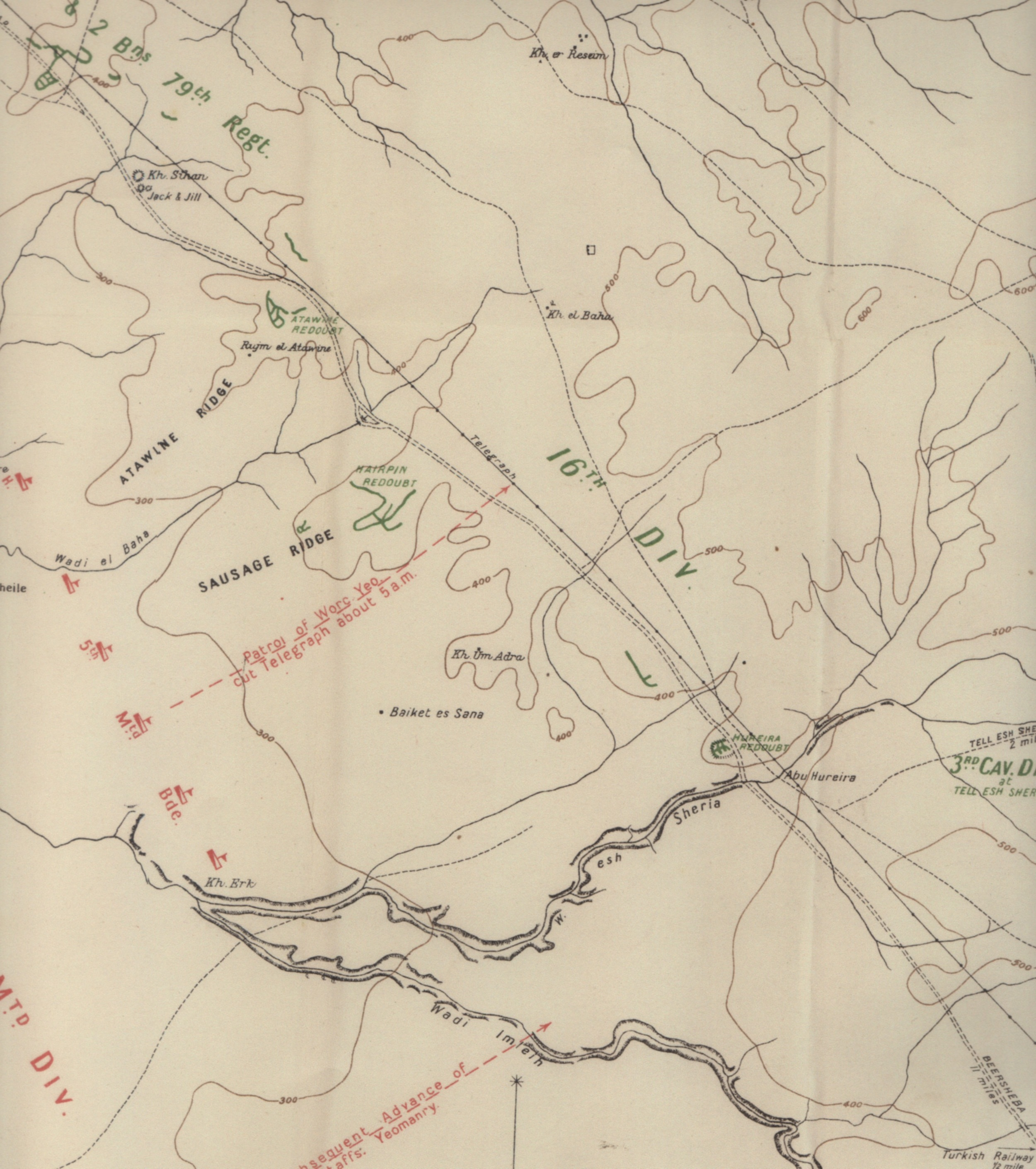
العمليات الشرقية في 17 أبريل 1917

كان دور عمود الصحراء خلال النهار هو حماية الجناح الأيمن للفرقة 54 (شرق أنجليان) و "التظاهر ضد هريرة".  عبر لواء الخيالة الخامس (فرقة الخيالة الإمبراطورية) وادي غزة في الساعة 02:30 وصعد إلى وادي الشريعة لاحتلال خ. إرك 3 ميل (4.8 كـم) جنوب غرب حريرة عند الفجر. قطعت دورية من 1 / 1st ورسيستيرشاير يومانري (لواء الخيالة الخامس) خط التلغراف بين معقل هيربين وهريرا، وأخذت 100 يارد (91 م) الخط وإزالة العوازل. في هذه الأثناء، توغل لواء البنادق المُركبة في نيوزيلندا (فرقة أنزاك الخيالة) في موقع عثماني أثناء تقدمهم نحو الحريرة.  وفرقة أنزاك الخيالة "تراقب البلاد إلى الجنوب الشرقي" خلال النهار أثناء تعرضها للقصف بشكل متكرر. كما تم قصف سيارات الإسعاف الميدانية في الخلف. بقيت فرقة الخيالة الإمبراطورية في مقر عمود الصحراء في تل الجمي.  منذ الظهيرة، أقام النيوزيلنديون خطاً بالقرب من إم سيري على طريق الشلال إلى بئر السبع، حيث شاهدوا قدرًا كبيرًا من الحركة حول تل عشيرة، ومن بئر السبع إلى جسر سكة حديد الرملة في إرجيج. عند الغسق، استمر اللواء 22 الخيالة من يومانري في الحفاظ على خط البؤرة الاستيطانية، في حين تقاعد ما تبقى من فرقة أنزاك الخيالة إلى شلال للمياه. 
في اليوم التالي، في 18 أبريل، بينما عزز المشاة مواقعهم واستعدوا للحرب، ورد قصف مدفعي قوة الاستطلاع المصرية لمواقع معادية من البر والبحر بالمثل. خلال مبارزة المدفعية هذه، بحثت المدافع عن مواقع المدفعية العثمانية ومدفعية قوة الاستطلاع المصرية ومدافع السفن التي استهدفت مواقع غزة والحريرة.    خلال النهار أيضًا، تم تعزيز المشاة من قبل فرق الخيالة الإمبراطورية ولواء الجمال الإمبراطوري.   استمر الجناح الأيمن تحت حراسة فرقة أنزاك الخيالة التي كررت تحركاتها في اليوم السابق لتغطية الجناح الأيمن لمواقع المشاة الجديدة، عندما تعرضوا لقصف متكرر تسبب في خسائر فادحة. وقدمت لهم إمدادات من الذخيرة والمياه عبر وادي الغوزي.   

### الاستغلال: 19 أبريل

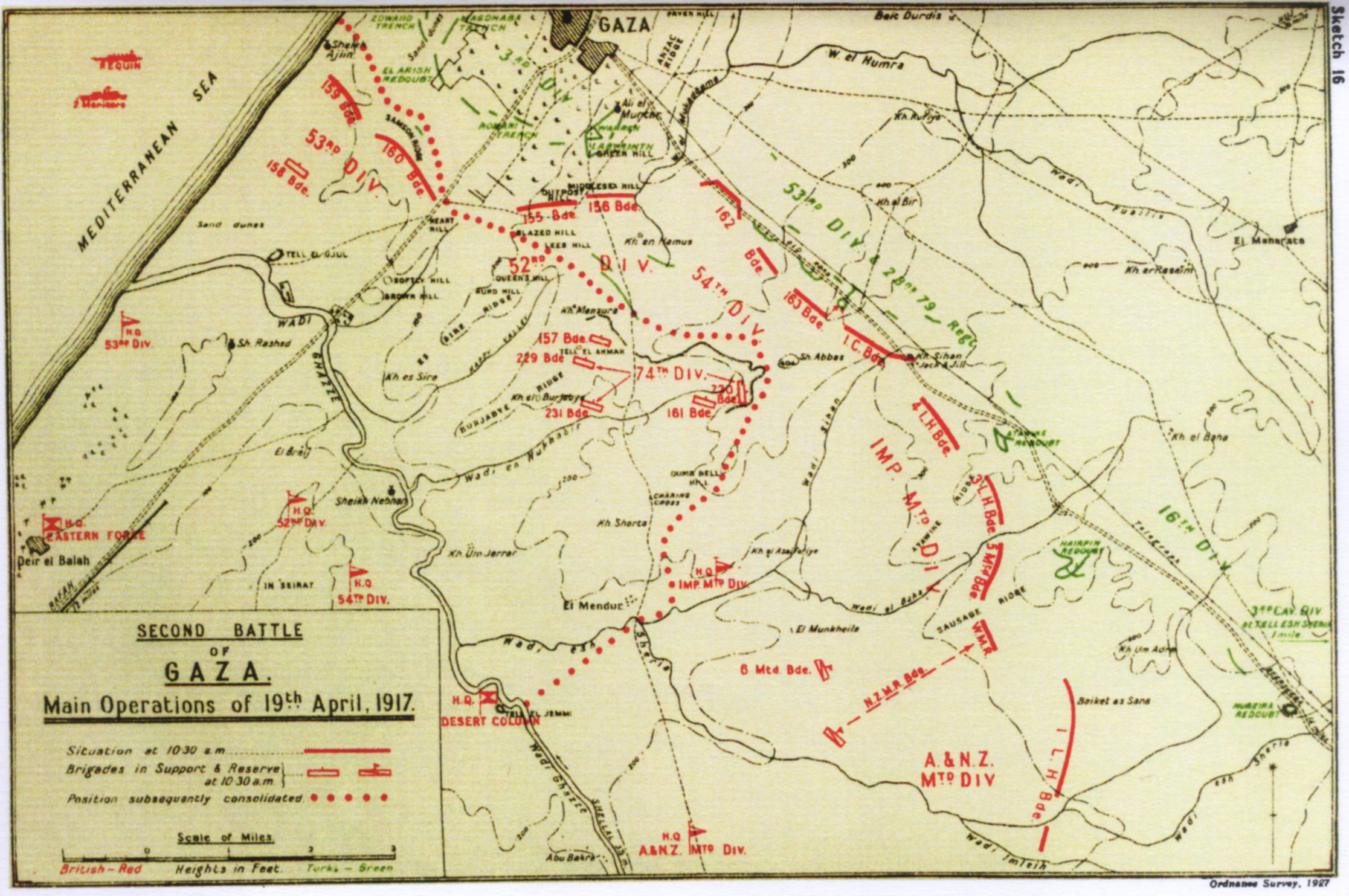
تم اكتساب المراكز بحلول الساعة 10:30 في 19 أبريل وتم توحيد المراكز لاحقًا

بعد نجاح المرحلة الأولى من خطط دوبيل، قرر عدم محاولة هجوم محاط من عطاوينه أو حريرة على غزة، ولكن العودة إلى خطته الأصلية وشن سلسلة من الهجمات بينما قام عمود الصحراء بتثبيت المدافعين في مواقعهم على يمين.  كان على الفرقة 53 (الويلزية)، والقوة الشرقية، والعمود الصحراوي مهاجمة 10–12 ميل (16–19 كـم) من الدفاعات العثمانية الراسخة، والتي كانت مدعومة بقوة بمدافع مخفية ومحددة الرؤية. 
ستجعل فرقتا المشاة في الهجوم الشرقي الهجمات الرئيسية تمتد من المنصورة والشيخ عباس، ثم تتأرجح إلى اليسار للقبض على علي المنطار قبل الانتقال إلى مدينة غزة. سيغطي هذا الهجوم الطريق الذي سلكته فرقة أنزاك الخيالة خلال الحرب الأولى، إلى خ. البير وخ سيحان حيث سيتم عمل فجوة لوحدات عمود الصحراء للمرور من خلالها. لا تشير عمليات النشر الموضحة على الخرائط إلى أي وحدات مركبة متاحة. بينما وقع هذا الهجوم على الجانب الشرقي من غزة، كان على الجانب الغربي من الفرقة 53 (الويلزية) الاستيلاء على الدفاعات الساحلية في الكثبان الرملية. تم إلحاق خمس دبابات بـ "القوة الشرقية" ودبابتان ملحقة بالفرقة 53 (الويلزية)، بينما ستبقى الفرقة 74 (يومانري) في الاحتياط.  ستمتد فرقة أنزاك الخيالة الخط شرقًا من فرقة الخيالة الإمبراطورية، استعدادًا للهجوم على معقل الأتاوينه، تاركًا اللواء 22 الخيالة للدفاع عن شلال فورد. 

#### قصف
بدأت الحرب في الساعة 05:30 بقصف مدفعي استمر ساعتين أطلقت خلاله سفينة خفر السواحل الفرنسية ريكوين، المحمية بحاجز من السواحل وسفن الصيد ومرافقتها مدمرتان فرنسيان، النار على علي منتار. تدخلت السفن الفرنسية بعد عمليات خرجت من المنطقة البحرية البريطانية، والتي انتهت في العريش. أطلقت إحدى الشاشات على وارين على الجانب الغربي من التلال وأطلقت شاشة أخرى على المتاهة.   بعد الساعة 07:30، حولت السفن نيرانها إلى شمال وشمال غرب غزة وشمال وشمال شرق علي المنطار لتجنب إطلاق النار على المشاة.  تم استهداف السفن من قبل غواصة ألمانية خلال فترة ما بعد الظهر أطلقت طوربيدًا على ريكين، وفقدت السفينة للتو. 
أطلقت مدفعية القوة الشرقية الثقيلة نيرانها على بطاريات المدفعية المعادية ونقاط دفاعية قوية أعاقت هجوم المشاة. في الأربعين دقيقة الأولى، أطلقت مدافع الهاوتزر الميدانية قذائف غاز على مواقع معادية للبطاريات وفي منطقة الغابات جنوب غرب علي المنطار. وبعد ذلك واصلوا قصفهم بإطلاق قذائف شديدة الانفجار طيلة الساعتين المتبقيتين.  قصفت البطارية الثقيلة الخامسة عشرة مواقع المدافع والخنادق بالقرب من خ البير، واستهدفت البطارية الثقيلة العاشرة التلال شرق غزة إلى فراير هيل، وأطلقت البطارية الثقيلة رقم 91 على منطقة العريش، وخندق مغضبة، والبطاريات المعادية غرب غزة، في حين أن استهدفت مدافع الهاوتزر مقاس 6 بوصات من 201 حصار البطارية البؤرة الاستيطانية هيل وميدلسكس هيل على إس سير ريدج. أطلقت قذائف هاوتزر 8 بوصات على جرين هيل ودفاعات جنوب غزة. تم تزويد هذه البنادق بـ 500 طلقة لكل مدفع هاوتزر 60 ذخائر باوند و 6 بوصات، و 400 طلقة لكل هاوتزر 8 بوصة، و 600 طلقة لكل 4.5 بوصة هاوتزر، و 600 طلقة لكل 18 ذخائر باوند.  سيطر قادة الفرق على استخدام مدفعية فرقهم، باستثناء ثلاثة ألوية من 18 قرشًا.
- تم إلحاق اللواء 263، الفرقة 52 (الأراضي المنخفضة) بالفرقة 54 (شرق أنجليان) حتى الساعة 7:30 عندما تم نقلها إلى الفرقة 74 (يومانري) بهدف الدفاع عن سلسلة جبال الشيخ عباس.
- تم إلحاق اللواء 267، الفرقة 53 (الويلزية) بالفرقة 52 (الأراضي المنخفضة) حتى الساعة 07:30 عندما عادت إلى الفرقة 53 (الويلزية).
- تم إلحاق اللواء 272، الفرقة 54 (شرق أنجليان) بمدفعية القوة الشرقية حتى 18:30 في 18 أبريل عندما جاء بأوامر من الفرقة 74 (يومانري). [84]

تم نشر الأسلحة المتاحة بمعدل مسدس واحد كل 100 يارد (91 م)، مقارنة بمسدس واحد كل 36 قدم (11 م) في أراس، على الجبهة الغربية، في أبريل 1917.  لم يكن هناك ما يكفي من البنادق لتغطية 15,000 يارد (14,000 م) الجبهة.   لم تستطع مدافع المجال الخفيف أن تنتج قصفًا كثيفًا بدرجة كافية، ولم يتم تعزيز الوابل الرقيق بشكل فعال بواسطة المدافع البحرية.   سرعان ما أصبح واضحًا أن إطلاق النار من السفن الحربية والمدفعية الثقيلة ومدافع الهاوتزر، بما في ذلك قذائف الغاز، لم يسكت مدفعية المدافعين.  قبل عشر دقائق من هجوم المشاة، بدأ 18 فردًا نيران التغطية. 

#### هجمات المشاة

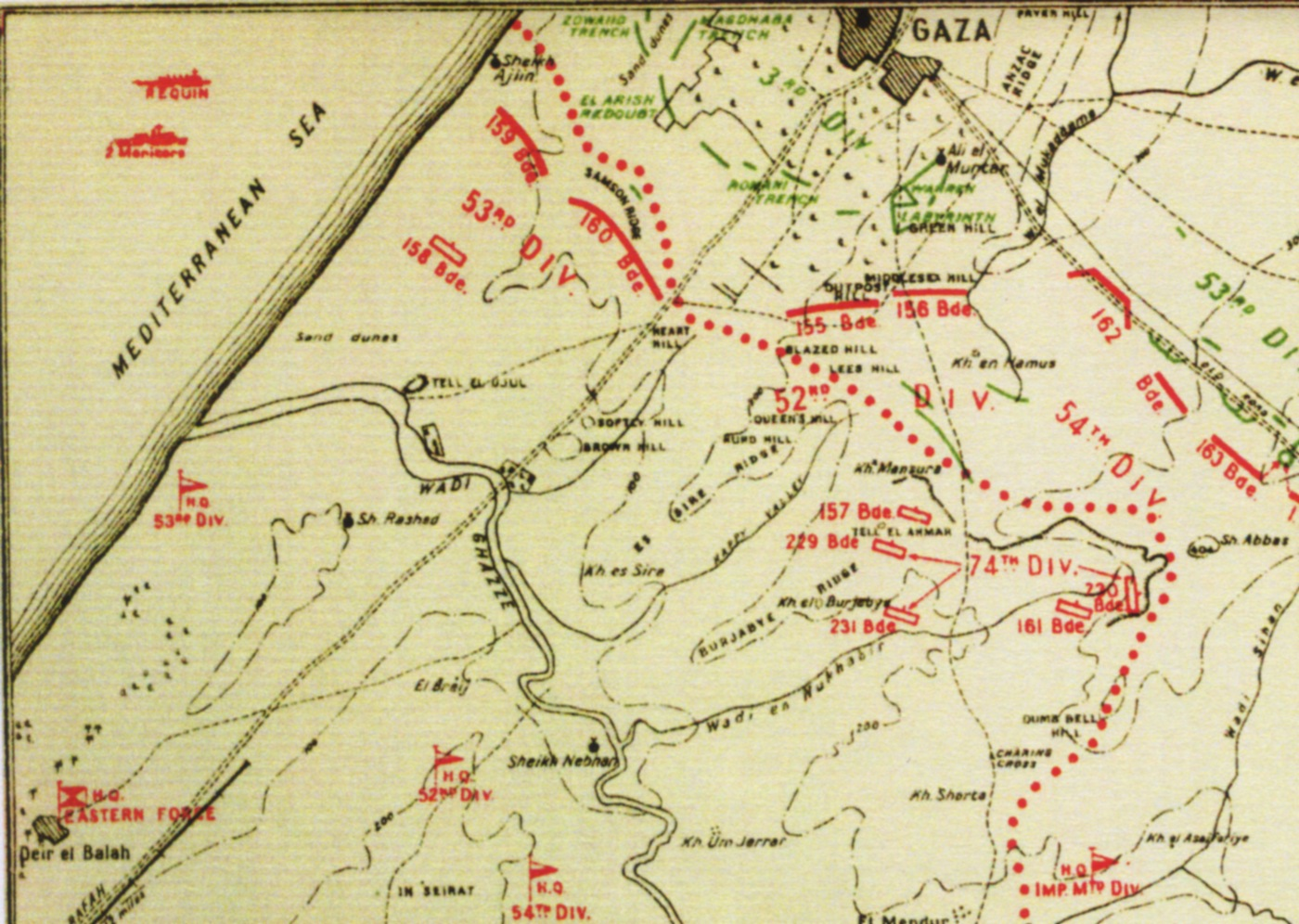
خريطة رسم الشلالات 16 حرب غزة الثانية. موقف الساعة 10:30 تفاصيل القطاع الغربي

على الجانب الغربي من غزة في القطاع الساحلي، من موقعهم عبر وادي غوزة في تل العجول، كان من المقرر أن تهاجم الفرقة 53 (الويلزية) وتحتل سامسون ريدج، وهي كثيب رملي كبير يقع في منتصف الطريق بين وادي الغوزي وغزة. ثم كان عليهم التقدم والاستيلاء على الدفاعات العثمانية الغربية بين غزة والبحر الأبيض المتوسط. في هذه الأثناء، على الجانب الشرقي من غزة، كان من المقرر أن تهاجم الفرقة 52 (الأراضي المنخفضة) التابعة للهجوم الشرقي على اليسار، علي المنطار، بما في ذلك المتاهة وغرين هيل. على يمينهم، كان من المقرر أن تتقدم الفرقة 54 (شرق أنجليان)، مع لواء الإبل الإمبراطوري لتوسيع هجوم المشاة، شمالًا من الشيخ عباس باتجاه خ سيهان وخ. البير. 
هجوم ساحلي - الشعبة 53 (الويلزية)
بدأت الفرقة 53 (الويلزية) التابعة للعميد جنرال س.س. موت تقدمهم من تل العجول بين ساحل البحر الأبيض المتوسط وطريق رافا إلى غزة في الساعة 07:15 بترتيب ممتد، حيث تحركوا عبر التلال الرملية قبل خمسة عشر دقيقة من بدء الفرقة 52 (الأراضي المنخفضة) في تقدم على حقهم.   كان اللواء 159 (شيشاير) على اليسار للقبض على الشيخ عجلين على شاطئ البحر، في حين أن اللواء 160 (ويلز) على اليمين كان للاستيلاء على سامبسون ريدج، كل منها مدعوم بدبابة واحدة. وكان عليهم بعد ذلك إجراء اتصالات مع الفرقة 52 (الأراضي المنخفضة) على علي منتار من أجل شن هجوم مشترك من خندق الزويد في الغرب إلى خندق الروما على طريق رافا إلى غزة. 
تقدم اللواء 159 على اليسار بشكل جيد إلى حد ما حتى وصل إلى حوالي 800 يارد (730 م) من الشيخ عجلين، حيث تطلبت الأوامر منه انتظار القبض على شمشون ريدج، بسبب احتمالية كشف جناحهم الأيمن. على يمينهم، أدى نيران المدافع الرشاشة من منطقة الغابات إلى تأخير هجوم اللواء 160 على سامسون ريدج، والذي لم يتم أسره حتى الساعة 13:00.  تعرضت هذه المنطقة الحرجية الواقعة جنوب غرب علي المنطار في محيط خندق الروماني وتلة المخفر، بقذائف الغاز خلال القصف المدفعي.   على الرغم من الخسائر الفادحة في الأرواح، تم القبض على سامسون ريدج خلال هجوم بالحربة، لكن معظم الضباط وضباط الصف كانوا ضحايا. بحلول الوقت الذي تم فيه القبض على شمشون ريدج، كان الملازم الثاني يقود الكتيبة.  كما اعتقلوا 39 سجيناً. بعد ذلك، استولى اللواء 159 على الشيخ عجلين على الساحل دون صعوبة، بينما لم ينجح الهجوم المضاد على سامسون ريدج ضد اللواء 160. عانت الفرقة من 600 ضحية، معظمهم خلال القتال من أجل سامسون ريدج، لكنهم لم يتمكنوا من التقدم أكثر حتى جاءت الفرقة 52 (الأراضي المنخفضة) لحماية الجناح الأيمن. انتقد المؤرخ البريطاني الرسمي هذا التقسيم: "يبدو أن رجال الفرقة 53 ما زالوا يشعرون بآثار خسائرهم وخيبات الأمل والإرهاق في الحرب التي خاضوها قبل ثلاثة أسابيع، لتقدمهم، حتى حتى شمشون ريدج، كانت أبطأ بكثير من الفرقتين الأخريين ". 

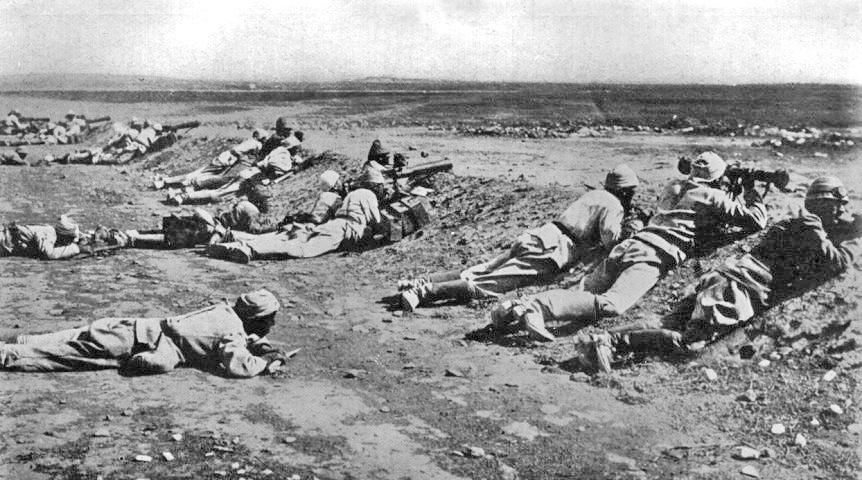
مدفع رشاش عثماني

الهجوم الشرقي- الشعبة 52 (الأراضي المنخفضة)
على يسار الهجوم الشرقي وتوسيع خط الفرقة 53 (الويلزية)، اللواء الرائد للفرقة 52 (الأراضي المنخفضة)، سيبدأ اللواء 155 (جنوب اسكتلندا) هجومه عن طريق الدفع إلى الأمام على طول إس سيري ريدج مع اللواء 156 (بنادق اسكتلندية) مصفوفة خلف يمينهم. بعد الاستيلاء على التلال، كان من المقرر أن يتأرجح اللواء 155 ليقوم بهجوم مشترك مع اللواء 156 على جرين هيل وعلي المنطار، بينما ظل اللواء 157 (مشاة المرتفعات الخفيفة) في احتياطي الهجوم الشرقي. 
بدأ تقدم الهجوم الشرقي، من مواقعهم الموحدة في البرجابي، المنصورة ريدج والشيخ عباس، في الساعة 07:30، بعد خمسة عشر دقيقة من هجوم الفرقة 53 (الويلزية).   تحرك اللواء 155 على طول العمود الفقري لـ إس سيري ريدج، مع وجود أخاديد عميقة على كلا الجانبين. كانت الكتيبة الخامسة، التابعة للملك الخاص بالحدود الاسكتلندية على اليسار، حراسة جانبية ضد الغابات على المنحدر الغربي من التلال، والتي استهدفتها قذائف الغاز أثناء القصف المدفعي، مع الكتيبة الرابعة الكتيبة الاسكتلندية على يمينهم. كانت الحدود الاسكتلندية الخاصة بملك الكتيبة الرابعة في الدعم. عندما وصلت القوات الرائدة والدبابة إلى الأخاديد بين كوينز وليز هيلز في إس سيري ريدج، غاصت الدبابة في أخدود. ومع ذلك، حلت الدبابة الثانية مكانها وبحلول الساعة 08:15، تم احتلال ليز هيل. 
بعد أن قام بتأمين إس سيري ريدج، تعرض هجوم اللواء 155 تجاه أوت بوست هيل لنيران المدفعية والمدافع الرشاشة من الجناح الأمامي واليسار، من اتجاه خندق الروما والمتاهة.  حتى استولت الفرقة 53 (الويلزية) على سامسون ريدج في الساعة 13:00، تعرض اللواء 155 على الجانب الأيسر من الفرقة 52 (الأراضي المنخفضة) لنيران كثيفة من البنادق والمدافع الرشاشة.   واصلت الكتيبة الأسكتلندية الخاصة بملك الكتيبة الخامسة الهجوم، بعد أن استمرت الدبابة المتبقية في الهجوم، وابتعدت قليلاً إلى اليسار لمهاجمة واحتلال الحصن العثماني (وجهان يشكلان زاوية إسقاط على جانبين)، في أوت بوست هيل في الساعة 10:00. في هذه الأثناء، عانت الكتيبة الرابعة من الكتيبة الملكية الاسكتلندية من خسائر فادحة أثناء مهاجمة ميدلسكس هيل إلى الشمال الشرقي وتم إيقافها على بعد 300 يارد (270 م) من هدفهم. 
بحلول هذا الوقت، بدأ النقص في قذائف المدفعية يؤثر على الهجوم. لو تعرضت ميدلسكس هيل وجرين هيل وعلي المنطار، كلهم داخل منطقة صغيرة نسبيًا، لقصف شديد، لكان اللواء الثالث من الفرقة 52 (الأراضي المنخفضة) سيطر على غزة. بدلاً من ذلك، استمرت النيران المعادية من منطقة الغابات في استهداف اللواء 155، وبعد ساعة من الاستيلاء على أوت بوست هيل، أُجبرت الكتيبة الخامسة الحدود الاسكتلندية الخاصة بالملك على الانسحاب بعد تعرضها لهجوم مضاد شديد. بعد القتال اليدوي، تم الاستيلاء على أوت بوست هيل من قبل الكتيبة الرابعة ملك الكتيبة الاسكتلندية الخاصة بالحدود، معززة من قبل الكتيبة الخامسة لملك الكتيبة الاسكتلندية الخاصة والحدود الإسكتلندية الخامسة والكتيبة الملكية الاسكتلندية الخامسة.  استمر اللواء 155 في السيطرة على هذا التحصين الخفيف خلال فترة ما بعد الظهر، على الرغم من استمرار الهجمات المضادة. بعد أن أصبح جميع كبار الضباط ضحايا، تم سحب 70 ناجيًا، قبل دقائق من وصول كتيبة المشاة الخفيفة السابعة (بليثسوود) (اللواء 157)، تحت نيران المدفعية العثمانية الثقيلة، من احتياطي القوة الشرقية لتعزيزهم.  أُجبرت كتيبة المشاة الخفيفة في المرتفعات على الحفر إلى الجنوب مباشرة من أوت بوست هيل. 
تم تأجيل هجوم اللواء 156 في الساعة 10:00 حتى استأنف يمين اللواء 155 تقدمه. ومع ذلك، بعد ذلك بوقت قصير، تم إيقاف الكتيبة الثامنة من الكتيبة الكاميرونية (البنادق الاسكتلندية) التابعة للواء 156 بنيران من ميدلسكس وتلال. تم احتجازهم في العراء لمدة خمس ساعات، مع تعرض جناحهم الأيمن لنيران مستمرة بشكل رئيسي من جرين هيل، نتيجة تقدم الفرقة 54 (شرق أنجليان) على جانبهم الأيمن بعيدًا عن الأنظار. بعد أن قام اللواء 156 بانسحاب طفيف، أوقفت نيران المدفعية الفعالة للفرقة هجومًا مضادًا عثمانيًا قويًا من علي المنطار في حوالي الساعة 15:30. 
في هذه الأثناء، تحرك اللواء 157، أقل من الكتيبة السابعة التي تدعم اللواء 155، للأمام من الاحتياط أسفل المنصورة ريدج إلى لي هيل وبلازيد هيل. تم تأجيل هجوم مشترك مخطط تم توقيته في الساعة 16:00، وفي الساعة 16:40 أمرت القوة الشرقية المشاة بـ "وقف التقدم والحفر" من شرق هارت هيل (على اتصال مع الفرقة 53 (الويلزية)) من خلال أوت بوست هيل على يمين الفرقة 54 (شرق أنجليان) بالقرب من خين حموس (وتسمى أيضًا خ.ناموس). قام اللواء 157 بإعفاء اللواء 155 الذي تكبد 1000 ضحية من قوة 2500.  وبخصوص أسماء المواقع العديدة في منطقة غزة، يشير المؤرخ البريطاني الرسمي، "تظهر أسماء جديدة مع كل هجوم جديد". 

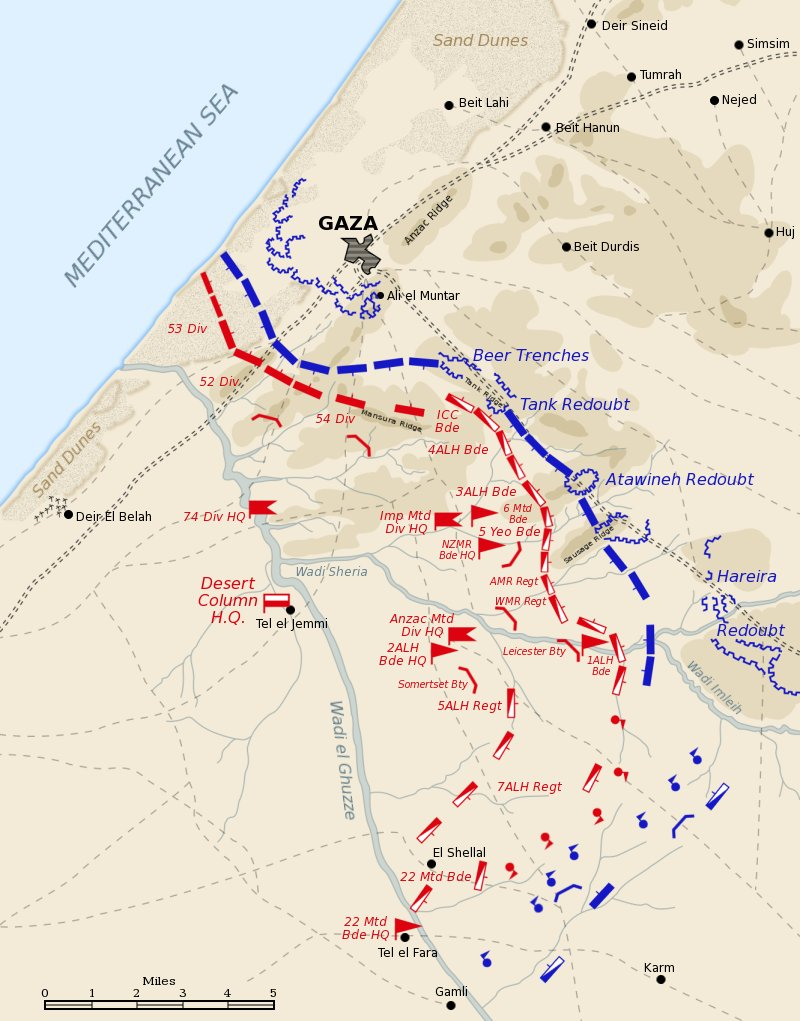
الموقف الساعة 14:00 حرب غزة الثانية

الهجوم الشرقي- الفرقة 54 (شرق انجليان)
على يسار الفرقة 54 (شرق أنجليان)، متقدمًا من الشيخ عباس، امتد اللواء 162 (شرق ميدلاند) من تقاطع وادي مقدمة مع طريق غزة إلى بئر السبع في الغرب، إلى 163 (نورفولك وسوفولك) تقدم اللواء على اليمين على 1,500 يارد (1,400 م) من الجهة اليمنى باتجاه الشمال الشرقي إلى المعقل العثماني 1 ميل (1.6 كـم) شمال غرب خ سيحان مع لواء الجمال الإمبراطوري على يمينهم. شكل اللواء 161 (إسيكس) احتياطي فرقة.  
تم إطلاق النار على هجوم اللواء 162 على اليسار على الفور تقريبًا بواسطة المدفعية من خلف علي المنطار وبواسطة الرشاشات والمدافع الجبلية التي أطلقت من خنادق معادية قريبة. هاجمت الكتيبة العاشرة من كتيبة لندن على اليسار مع الكتيبة الرابعة من كتيبة نورثهامبتونشاير على اليمين، ودعم كتيبة لندن التابعة للكتيبة الحادية عشرة.  أثناء الهجوم، انفصل النصف الأيسر من الكتيبة العاشرة في كتيبة لندن عن يمينهم. حدث هذا عندما واجه القسم الأيسر خطًا غير متصل من الخنادق، تمكنوا من خلاله من شق طريقهم عبر طريق غزة إلى بئر السبع الساعة 08:30، مما أجبر مدفعية مدفعية على الانسحاب. نجح أحد أعضاء قسم الإشارة في تسلق أعمدة التلغراف وقطع الخط مرتين، قبل أن يُقتل في محاولة ثالثة بقذيفة مدفعية.  أصبح القسم الأيسر من كتيبة لندن العاشرة معزولًا تمامًا عن القسم الأيمن عندما فجوة 800 يارد (730 م) تشكلت بين فرقي الكتيبة. كما تقدموا بعيدًا عن الأنظار من اللواء 156 (الفرقة 52) على يسارهم، وعلى الرغم من أن الجناح الأيسر المكشوف في وادي مخدمي كان مغطى جزئيًا بتقدم قسمين من مدفع رشاش، فإن القسم الأيسر من الكتيبة العاشرة كان " مكشوفة بشكل ميؤوس منه ". بعد ذلك، تقدمت الفرقة 52 (الأراضي المنخفضة) بحقها في تخفيف الوضع، لكن المجموعة المتقدمة اضطرت في النهاية إلى الانسحاب عبر الطريق عندما شنت كتيبتان عثمانيتان هجومًا مضادًا بقوة. أجبروا على العودة 600 يارد (550 م) قبل دعم المدافع الرشاشة في وادي المقدم، أوقف الهجوم المضاد.  في هذه الأثناء، كان النصف الأيمن من الكتيبة العاشرة في كتيبة لندن على اتصال مع الكتيبة الرابعة كتيبة نورثهامبتونشاير، التي تم إيقافها على بعد 500 يارد (460 م) من الخنادق العثمانية. مجموعة صغيرة من فوج نورثهامبتونشاير، بما في ذلك لويس ارسنر، هاجمت حاجزًا، وأطلقت النار على الجنود العثمانيين المدافعين من مسافة قريبة، "لكن هذا الحزب الصغير تم تدميره في النهاية". 

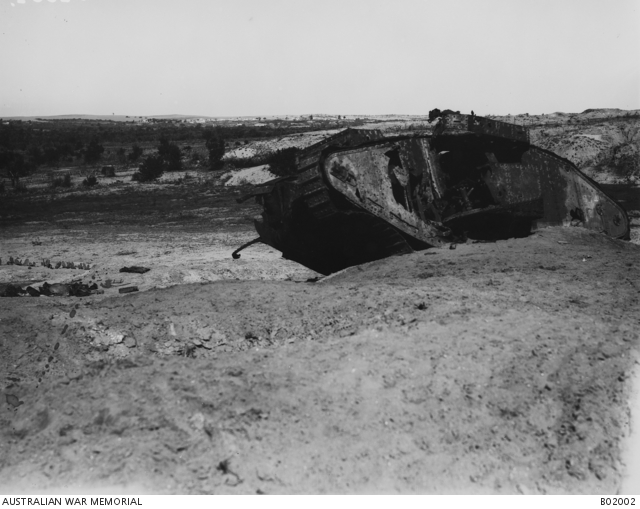
دبابة مارك الأول البريطانية المعوقين

قادت دبابة هجوم اللواء 163 (نورفولك وسوفولك) (شرق اللواء 162) باتجاه المعقل العثماني 1 ميل (1.6 كـم) شمال غرب خ. سيهان. تقدموا مع الكتيبة الرابعة كتيبة نورفولك على اليسار والكتيبة الخامسة كتيبة نورفولك على اليمين. أثناء القتال في طريقهم إلى مسافة 500 يارد (460 م) من هدفهم، أصبح حوالي ثلثي الكتيبة الرابعة فوج نورفولك ضحايا بينما تم تحديد البقية. على الرغم من تعزيزها من قبل كتيبة هامبشاير الثامنة، لم يتم كسب المزيد من الأرض أثناء القتال، مما أدى إلى تكبد هامبشير خسائر فادحة أيضًا. في هذه الأثناء، في الساعة 09:00، دخلت الدبابة، يتبعها جزء من الكتيبة الخامسة من كتيبة نورفولك على اليمين، معقلًا، واعتقلت 20 سجينًا وقتلت آخرين من الحامية المعادية. تركزت النيران من عدة بطاريات مدفعية معادية على المعقل، مما أدى إلى تدمير الدبابة وقتل معظم المشاة. لقد عانت هذه الكتيبة من العديد من الضحايا لدرجة أنهم لم يتمكنوا من الصمود في وجه هجوم مضاد قوي، تم خلاله أسر الناجين. القلائل الذين تمكنوا من الفرار أُجبروا على العودة إلى التلال التي شنوا منها هجومهم. فقدت هذه الكتائب الثلاث 1500 رجل، بما في ذلك ضابطا قائدان وجميع قادة السرايا الاثني عشر.  في الساعة 13:00، أمر اللواء 161 (إسيكس) بتعزيز الخط الذي يسيطر عليه اللواء 163. بعد ذلك، قامت الكتيبة الخامسة من الكتيبة سوفولك (اللواء 163)، والكتيبة السادسة من الكتيبة إسكس (اللواء 161) بشن هجوم جديد على المعقل الذي تم الاستيلاء عليه لفترة وجيزة من قبل الكتيبة الخامسة كتيبة نورفولك. في الساعة 14:20، قبل أن يصبح هذا التقدم "منخرطًا بجدية"، تم تلقي أوامر للخط بأكمله بالوقوف سريعًا.  أمرت القوة الشرقية الأقسام بالحفر على الخط الذي احتلوه.  خلال الحرب، تم الاستيلاء على ثلاث دبابات من قبل المدافعين العثمانيين. 
على يمين اللواء 163، تقدم لواء الجمال الإمبراطوري - المعزز بكتيبة واحدة من اللواء 161 (الفرقة 54) - من بيل هيل. تقدمت الكتيبة الأولى من لواء الجمال الإمبراطوري لتحتل معقل الدبابات على يسار الخط، بينما عبرت الكتيبة الثالثة لواء الجمال الإمبراطوري طريق غزة إلى بئر السبع واحتلت مؤقتًا موقعي "جاك" و "جيل" إلى الشرق من الخربة. سيهان. انسحبوا عندما أُجبر اللواء الرابع من الخيول الخفيفة على يمينهم على الانسحاب خلال هجوم عثماني مضاد. 

#### الهجمات المتزايدة

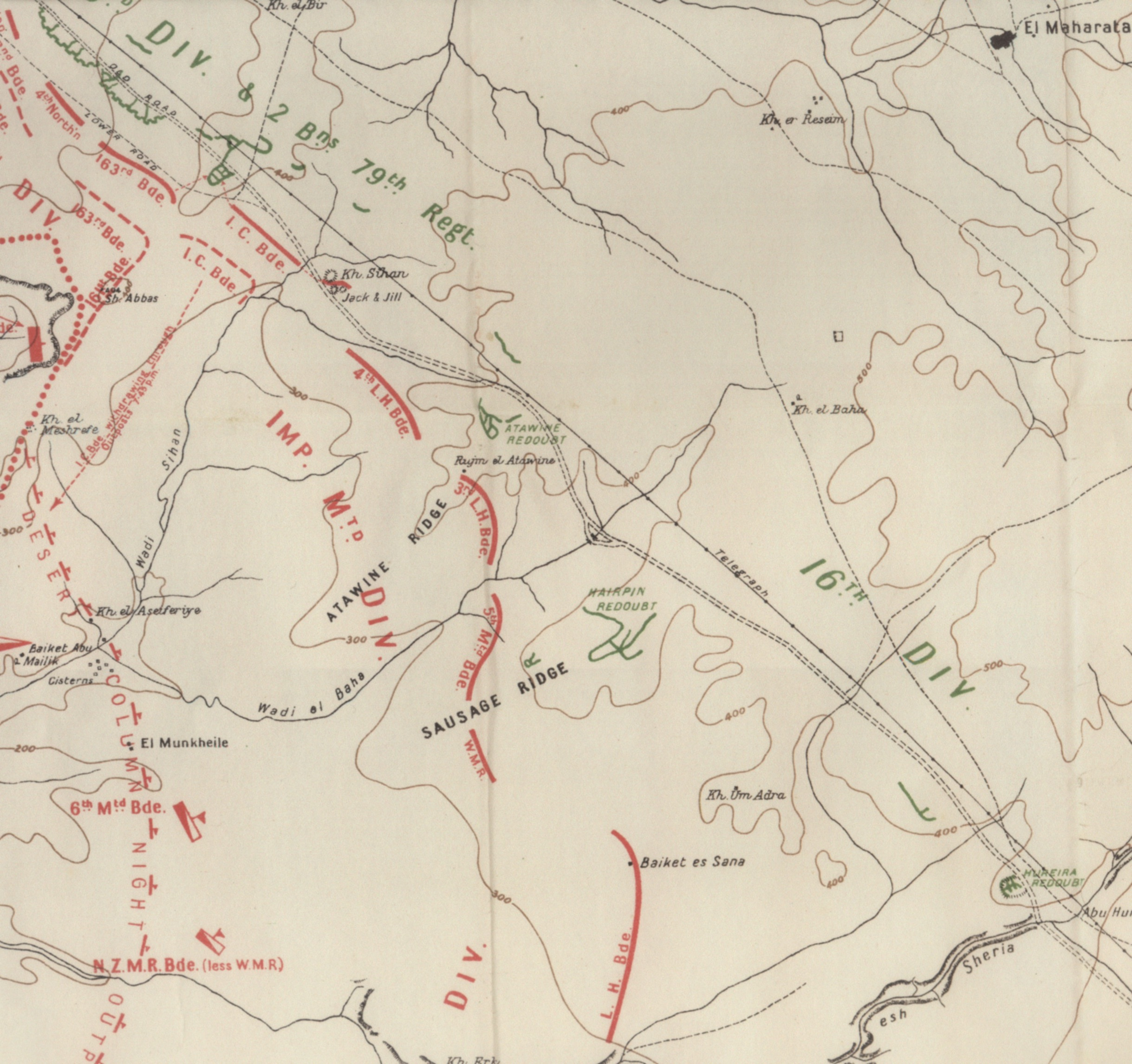
عمليات في 19 أبريل 1917 في منتصف خط غزة حتى بئر السبع

تم نشر عمود الصحراء على يمين لواء الإبل الإمبراطوري الملحق بالقوة الشرقية، حيث تم إرفاق فرقة الخيالة الإمبراطورية مع بطارية المدفع الرشاش الآلية السابعة عشر على اليسار، مهاجمة نحو معقل الأتاوينه، بينما كانت فرقة أنزاك الخيالة مع الفرقة السابعة. غطت دورية السيارات الخفيفة المرفقة جناحها الأيمن وهاجمت باتجاه معقل الحريرة. كان على فرقة أنزاك شنت أيضًا أن تظل مستعدة لاستغلال أي ثغرات في الخط العثماني.  دعمت القوة المركبة هجوم المشاة الرئيسي حتى انسحب المدافعون أو تم فرض فجوة في خط المواجهة. 
العطاوينه - شعبة الخيالة الامبراطورية
في الساعة 06:30، قبل ساعة واحدة من بدء هجوم المشاة، تقدمت فرقة الخيالة الإمبراطورية على جبهة واسعة نحو معاقل الأتاوينه وهيربين. على اليسار، واصل اللواء الرابع من الخيول الخفيفة خط لواء الجمال الإمبراطوري إلى وادي الباحة، 7 ميل (11 كـم) جنوب شرقي غزة. ثم واصل اللواء الثالث من الخيول الخفيفة واللواء الخامس في أقصى اليمين الخط، وكلهم هاجموا عطاوينه على 2-ميل (3.2 كـم) في الجبهة، مع لواء الخيالة السادس في احتياطي الفرقة. بعد الاقتراب من الخيول، كان عليهم شن هجومهم وهم مفككون، عندما كان ربع الجنود يحمل أربعة خيول لكل منهم، في خيول يقودها.   تم دعم هجوم فرقة الخيالة الإمبراطورية من قبل بطاريتي إينفيرنيس وأيرشاير برفقة السرب الثالث من فوج البنادق المُركبة في أوكلاند (لواء البنادق المُركبة في نيوزيلندا، فرقة أنزاك المُركبة). 
مع اتصال اليسار مع لواء الإبل الإمبراطوري، استولى التقدم المرتجل لواء الخيول الخفيفة الرابع على موقع يطل على طريق غزة إلى بئر السبع بالقرب من خ. سيهان. إلى يمينهم، أمر اللواء الثالث للخيول الخفيفة بحلول الساعة 09:15 بوقف تقدمه، حيث كان موقعه الأمامي يجتذب النيران. كانوا على مقربة من معقل الأتاوينه، بعد أن أسروا 70 سجينًا، لكن اللواء بدأ يعاني من نيران مشتعلة من الحافز الضيق المعروف باسم Sausage Ridge إلى الجنوب الشرقي من وادي الباحة. 
ريدج السجق - ألوية بنادق الخيالة الخامسة والنيوزيلندية (فرقة أنزاك الخيالة)

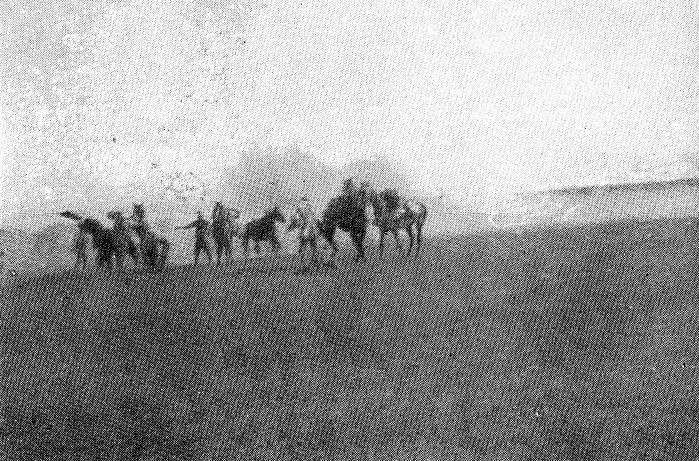
تعرض قسم بندقية فيكرز للملازم كرافن للقصف أثناء استهداف معقل دبوس الشعر بشكل فعال

كان هذا الموقع القوي إلى الجنوب الشرقي من موقع العطاوين يتعرض للهجوم من قبل اللواء الخامس على يمين فرقة الخيالة الإمبراطورية. تم تعزيز هجومهم المحاصر في الساعة 09:30 من قبل فوج بنادق ويلينجتون (لواء بنادق محمولة في نيوزيلندا، فرقة أنزاك الخيالة)، على الرغم من أن ألوية البنادق النيوزيلندية كانت مستعدة لهجوم شنت. مع تقدم النيوزيلنديين بأربع مدافع رشاشة تحت غطاء نيران بطارية أيرشاير، تم إجبار اللواء المركب على التراجع بنيران مدفع رشاش من كتيبة عثمانية على التلال. قام النيوزيلنديون برفع الضغط عن اللواء الخامس الخيالة، مدعومًا عند نقطة واحدة بنيران فعالة من بطاريتين ونصف من بطاريات المدفعية. ركزت بطاريات سومرست و أيرشاير وجميع المدافع الرشاشة المتاحة النار على سجق ريدج، بينما استولى فوج بنادق ويلينغتون المحمولة على الطرف الجنوبي من التلال. ومع ذلك، أوقفت النيران العثمانية من معقل هيربين عند الطرف الشمالي لسجق ريدج بالقرب من طريق غزة إلى بئر السبع تقدمهم. في هذه المرحلة، أُمر فوج بنادق كانتربري المُركبة بتعزيز كتيبة ويلينغتون المُثبتة بالبنادق واللواء الخامس المُركب.    في حوالي الظهيرة، تقدم ما تبقى من لواء بنادق الخيالة النيوزيلندية في الهرولة، مع فوج بنادق كانتربري على اليسار. على الرغم من قصف الطائرات المعادية لهم، كما تسببت نيران المدفعية في وقوع إصابات جسيمة، فقد تم وضع المدافع الرشاشة في مواقع تتراوح بين 1,000 إلى 1,600 يارد (910 إلى 1,460 م) من معقل هيربين لإنتاج نيران فعالة، مع تقدم القوات العثمانية 400 يارد (370 م) بعيدا.  

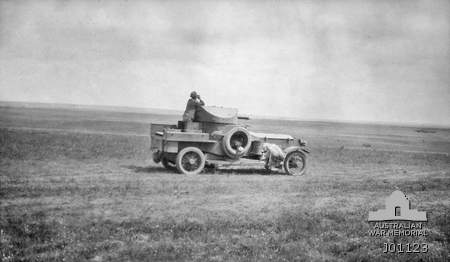
أسترالي يراقب الحرب من سيارة مصفحة

امتدت الهجمات المضادة القوية التي عانى منها الهجوم الشرقي باتجاه الشرق، وفي الساعة 14:00، كانت قوة عثمانية كبيرة مدعومة بالمدفعية تهاجم على طول الجبهة بأكملها التي كانت تسيطر عليها فرقة الخيالة الإمبراطورية. تم دفع اللواءين الثالث والرابع من الخيول الخفيفة لمسافة ما، مما أدى إلى سقوط العديد من الضحايا، بينما تم إرسال اللواء السادس الخيالة في الاحتياط لتعزيز الخط. ملأ أحد الفوج فجوة تطورت بين لواء الخيول الخفيفة الثالث والرابع، بينما عزز فوجان اللواء الخامس الخيالة، مدعومًا بنيران اللواء 263 RFA. قاموا معًا بالهجوم العثماني المضاد ولم يضيع أي مكان آخر قبل حلول الظلام وضع حدًا للقتال. 
هريرة - اللواء الأول للخيول الخفيفة (فرقة أنزاك الخيالة)
في حين انتقل اللواء 22 الخيالة (فرقة أنزاك الخيالة) في الاحتياط إلى تل الفارة على وادي الغوزي، 4 ميل (6.4 كـم) جنوب الحيسية، لتغطية يمين فرقة الخيالة الإمبراطورية ومهندسي الحراسة الذين يطورون آبار المياه في المنطقة، أمر اللواء الأول للخيول الخفيف بشن هجوم مرتجل باتجاه حريرة في أقصى يمين خط الحرب.  قبل الظهر، تقدم اللواء الأول للخيول الخفيفة ليحتل بايكيت صنعاء. في فترة ما بعد الظهر، بينما شن العثمانيون هجومًا مضادًا على القوة الشرقية وفرقة الخيالة الإمبراطورية، خرجت قوة معادية على يسارهم من حريرة لشن هجوم مضاد على اللواء الأول للخيول الخفيفة.  كما تعرض الفرسان الخفيفون للهجوم على جانبهم من قبل فوج من فرقة الفرسان العثمانية الثالثة من تل عشريا. تقدموا إلى الهجوم بين وادي الشريعة وإمليح.  أوقفت نيران المدافع الرشاشة هوتشكيس وفيكرز التابعة للواء الحصان الخفيف، بدعم من بطارية ليستر، الهجوم المضاد. 
على الرغم من استعداد اللواء الثاني للخيول الخفيفة للهجوم على الخيول،  كان الفوجان الخامس والسابع للخيل الخفيفة (اللواء الثاني للخيول الخفيفة) على امتداد واسع لخط المواجهة جنوب وادي إمليح. هنا تعرضوا للهجوم من قبل سرب من سلاح الفرسان العثماني يدعمه فوج آخر من الفرسان وقوة من البدو. مع بنادقهم على ظهورهم، كان الفرسان الخفيفون أعزل في الهجوم على الخيالة وأجبروا على العودة تحت غطاء مفارز مدفعهم الرشاش قبل أن يوقفوا التقدم العثماني في نهاية المطاف. قرب حلول الظلام، فشل هجوم مضاد من قبل المشاة من بئر السبع على أقصى يمين الخط في التطور. تقاعدت فرقة أنزاك الخيالة إلى المياه في وادي الغزّي بحسية حيث تم قصفها، مما تسبب في وقوع بعض الإصابات.  

## ما بعد الكارثة

### وقف هجمات قوة الاستطلاع المصرية
انتهى الظلام القتال بترقب لتجديد الحرب في اليوم التالي.   على الرغم من أن كتائب المشاة قوة الاستطلاع المصرية قد نجحت في دخول الخنادق العثمانية في عدة نقاط، إلا أنها كانت ضعيفة للغاية بسبب الدفاع الشرس للاحتفاظ بمكاسبها خلال الهجمات المضادة القوية.  قرب نهاية فترة ما بعد الظهر، أصبح من الواضح أنه "لا يوجد احتمال للنجاح على أي جزء من الجبهة"، وانتهت العمليات الهجومية بعد أن أجبر العثمانيون الهجوم المضاد على التراجع.  تلقى دوبيل تقارير من قادة فرقه يصفون حالة القوات، وانخفاض المعروض من الذخيرة، وما يقدر بنحو 6000 ضحية. قرر تأجيل الهجوم لمدة أربع وعشرين ساعة وأبلغ موراي أنه كان متفقًا مع قادة الفرق على أن هجومًا آخر لن يؤدي إلا إلى مزيد من الخسائر. وافق موراي. 
احتلت الفرقة 53 (الويلزية) سامسون ريدج، بينما احتفظت الفرقة 52 (الأراضي المنخفضة) بالخط عند سفح أوت بوست هيل حيث بدأ بناء دفاعات جديدة في Heart Hill و Blazed Hill. على الرغم من أنه أمر بعدم التخلي عن أي أرض، إلا أنه لا يمكن الحفاظ على موقع الفرقة 54 (شرق أنجليان)، في العراء واجتاحت النيران. واضطرت الفرقة إلى الانسحاب إلى موقع بالقرب من الشيخ عباس حيث تواصلوا مع الفرقة 74. لواء الجمال الإمبراطوري، الذي كان يمينه قريبًا من خ. غطى سيحان هذا الانسحاب، قبل أن ينسحب بدوره الساعة 19:45 إلى تشارينج كروس جنوب غربي الشيخ عباس.   تم سحب عمود الصحراء إلى خط بؤرة استيطانية يمتد من يمين الفرقة 54 (شرق أنجليان) بالقرب من تل دمب بيل على حافة سلسلة جبال الشيخ عباس، عبر منكيل جنوب وادي الباحة، إلى نقطة على وادي الغوزي حوالي 1 ميل (1.6 كـم) شمال شلال بحيزيا.  
كان من المتوقع شن هجوم عثماني مضاد في 20 أبريل، عندما قصفت الطائرات الألمانية معسكرات قوة الاستطلاع المصرية وحشد سلاح الفرسان العثماني في حريرة. هذا التهديد لم "يتطور بشكل جدي" بعد أن تم قصف سلاح الفرسان العثماني من قبل ثلاث وحدات بي إس واثنان من مارتينسيديس.  على الرغم من عدم حدوث هجوم مضاد عام، فقد كانت هناك العديد من الهجمات المحلية. إحدى هذه الهجمات، التي حاولت التقدم إلى أسفل وادي سيحان، أوقفتها مدفعية الفرقة 54 (شرق أنجليان). 

### اصابات
عانى المدافعون العثمانيون خلال الحرب ما بين 82 و 402 قتيلاً، وما بين 1337 و 1364 جريحًا، وما بين 242 و 247 في عداد المفقودين.   تم القبض على حوالي 200 سجين عثماني. 
| وحدة                         | اصابات |
| ---------------------------- | ------ |
| الفرقة 52 (الأراضي المنخفضة) | 1874   |
| الفرقة 53 (الويلزية)         | 584    |
| الفرقة 54 (شرق أنجليان)      | 2،870  |
| قسم الخيالة أنزاك            | 105    |
| شعبة الخيالة الإمبراطورية    | 547    |
| لواء الجمال الإمبراطوري      | 345    |
| المجموع                      | 6،325  |

بين 17 و 20 أبريل، فقدت قوة الاستطلاع المصرية 6،444 ضحية. تكبد المشاة 5328 ضحية. 2870 من هؤلاء كانوا من الفرقة 54 (شرق أنجليان) و 1828 من اللواء 163 وحده. عانت الفرقة 52 (الأراضي المنخفضة) من 1،874 ضحية، والفرقة 53 (الويلزية) 584، ولواء الجمال الإمبراطوري 345 ضحية، وفرقة الخيالة الإمبراطورية 547 ضحية، وفرقة أنزاك الخيالة 105 ضحية.   كان لواء واحد فقط في كل من الانقسامات 52 (Lowland) و 54 (East Anglian) سليماً أو عانى فقط من خسائر طفيفة. لم يتم إشراك الفرقة 74. 
تشمل الأرقام الرسمية للضحايا 509 قتلى و 4359 جريحًا و 1534 مفقودًا. بما في ذلك 272 أسير حرب،  بينما كان الرقم بشكل غير رسمي أعلى بكثير حيث بلغ 17000.  كما تم الإبلاغ عن رقم أقل قليلاً من 14000.  خسر الفوج العاشر للخيول الخفيفة (لواء الخيول الخفيفة الثالث، فرقة الخيالة الإمبراطورية) 14 ضابطًا وما يقرب من نصف الرتب الأخرى في الفوج بين قتيل وجريح. بعد ثلاثة أشهر في 12 يوليو، أفاد الجنرال ألنبي أن "الوحدات، مع ذلك، أقل من قوتها، ويلزم الآن 5150 مشاة و 400 تعزيزات عسكرية لإكمال الأقسام الأربعة والمركبة الآن في الصف إلى القوة الكاملة".  مقبرة حرب غزة تشهد صامتاً على الإصابات التي كانت أشد بكثير مما قيل للجمهور البريطاني. 

### عواقب
عززت هزيمة قوة الاستطلاع المصرية معنويات الجيش العثماني الرابع.  في غضون أسابيع، تم تعزيز كريس فون كريسنشتاين من قبل الفرقتين السابعة والرابعة والخمسين،  وبحلول أكتوبر 1917، تم إنشاء الجيش الثامن بقيادة كريس فون كريسنشتاين ومقره في الحليكات شمال هوج.  قوة قوة الاستطلاع المصرية، التي كان من الممكن أن تدعم التقدم إلى القدس، تم تدميرها الآن.  أُعفي موراي ودوبيل من أوامرهما وأعيدا إلى إنجلترا. 
تم تعزيز وتقوية الخط الذي تم تأمينه خلال الحرب من قبل قوة الاستطلاع المصرية وتم إنشاء حرب الخنادق من الشيخ علين على ساحل البحر الأبيض المتوسط إلى الشيخ عباس وإلى تل الجمي. كان من المقرر أن يستمر هذا الخط لمدة ستة أشهر، خلال ما يسمى بحالة الجمود في جنوب فلسطين، عندما تم وضع خطط لجهد جديد في الخريف للاستيلاء على غزة والقدس.   

## وصلات خارجية
- Download Pictures of the Second Battle of Gaza
- The Second Battle of Gaza from The New Zealanders in Sinai and Palestine (1922)

1. ↑  This Ottoman division should not be confused with the EEF's 53rd (Welsh) Division.
2. ↑  Falls Sketch Map 14 of the First Battle of Gaza shows Tel el Ujul on the coast north of the Wadi Ghuzzee. Sketch Map 16 of the Second Battle of Gaza also shows Tel el Ujul to the north of the Wadi Ghuzzee but half way between the coast and the Rafa to Gaza road. [Falls 1930 Vol. 1 Sketch Maps 14 and 16]
3. ↑  Mott replaced Major General Alister Dallas who resigned owing to ill health following the first battle, when the majority of the 4,000 casualties were suffered by his division. [Grainger 2006 p. 138, Falls 1930 Vol. 1 pp. 315, 332 note]
4. ↑  It was reported that the gas had "some effect", [German and Turkish sources in Falls 1930 Vol. 1 p. 349] and "no apparent effects." [Erickson 2001 p. 163]
5. ↑  2nd Lieutenant L. A. Craven earned the Military Cross for the effective placement of these machine guns. His wounds stopped him rejoining his unit. [Powles 1922 p. 102]